# Aleksandra Nikolajevna Jakobi
Aleksandra Nikolajevna Jakobi (rusko Алекса́ндра Никола́евна Яко́би), rojena Susokolova (Сусоко́лова), v prvem zakonu Tjufjajeva (Тюфя́ева), v drugem Jakobi (Яко́би), v tretjem Peškova (Пе́шкова); literarni psevdonim Toliverova (Толиве́рова), ruska pisateljica, novinarka, publicistka, založnica, urednica, prevajalka, memoaristka, dopisnica, * 6. maj (24. april, ruski koledar) 1841, Jegorjevsk, Rjazanska gubernija, Ruski imperij (sedaj Moskovska oblast, Rusija), † 1. december 1918, Petrograd, RSFSR (sedaj Sankt Peterburg, Rusija).
Aleksandra Jakobi je bila znana otroška pisateljica, urednica otroške revije Igrušečka in ženske revije Ženskoe delo. Bila je javna aktivistka, blizu revolucionarjem šestdesetnikom in članica feminističnega gibanja.
Bila je pripadnica Garibaldijevega gibanja in je kot sestra usmiljenka pomagala ranjenim garibaldincem. Leta 1866 je v imenu Giuseppeja Garibaldija iz rimskega zapora osvobodila njegovega pribočnika Luigija Castellazza, ko je pod krinko njegove neveste vstopila v zapor. Za svoje obupno dejanje si je prislužila osebno zahvalo italijanskega revolucionarja. Biografija Jakobijeve, polna svetlih, dramatičnih dogodkov, je postala predmet poznejše romantizacije in mitologizacije.
Bila je avtorica spominov o Giuseppeju Garibaldiju, Franzu Lisztu, Fjodorju Dostojevskem itd. Z Nikolajem Leskovom je bila prijateljica in si je z njim dopisovala dolga leta. Bila je tudi lik v njegovih delih. Jakobijeva je lik zgodbe N. Kalme Začarana srajca pod imenom »bojevniški angel«. Bila je žena umetnika Valerija Jakobija. Prevajala je pravljice George Sand v ruščino, bila je prva prevajalka pesništva Mihaila Lermontova in Nikolaja Nekrasova v italijanščino. Kasneje se je poročila z amurskim kozakom Dimitrijem Peškovom. Kot slavna lepotica je bila model za slikane portrete Jakobija in Vasilija Vereščagina. Njena vnukinja je bila slavna sovjetska arheologinja Tatjana Sergejevna Passek, pravnukinja Tatjane Petrovne Passek.

## Življenje

### Identifikacija priimka
Praksa enotnega poimenovanja priimka Jakobijeve v znanstveni literaturi se ni uveljavila. Različni viri jo imenujejo A. N. Jakobi, A. N. Jakobij, A. N. Tjufjajeva, A. N. Peškova, A. N. Toliverova, A. N. Peškova-Toliverova, A. N. Tjufjajeva-Toliverova, A. N. Toliverova-Peškova, A. N. Toliverova-Jakobi in celo A. N. Tjufjajeva-Toliverova-Peškova. Včasih uporabljajo različne različice njenih priimkov pomešane, anahrono, pri čemer se ne držijo načela ujemanja njenega priimka z enim ali drugim zakonskim obdobjem. Razlog za to je bila sama Jakobijeva, ki je v bibliografijo o sebi vnesla zmedo s preobilico priimkov, kar ji je očital Nikolaj Leskov.
Psevdonim »Toliverova« je po večini virov nastal po imenu njenih otrok – Anatolija (Tolje) in Vere. Podatki o tem so se očitno prvič pojavili v spominih Al. Altajeva Nepozabna srečanja (Памятные встречи, 1946) s sklicevanjem na mnenje Viktorja Ostrogorskega. Vendar pa je po besedah Ivana Masanova pisateljica uporabljala psevdonim Toliverova že leta 1878, torej štiri leta pred rojstvom njene hčerke Vere. Spremenjeni psevdonim S. Toliverov je leta 1880 uporabljal tudi eden od njenih sanktpeterburških sourednikov – Sergej Glazenap.
Jakobijeva je bila v 1860-ih in do konca 1870-ih znana pod priimkom Jakobi. S tem priimkom je podpisala nekaj člankov že v zgodnjih 1880-ih. Od leta 1878 se je pojavljala pod imenom Toliverova v različnih kombinacijah. Od začetka 1880-ih se je podpisovala Tjufjajeva-Toliverova. V zgodnjih 1890-ih se je poročila s Peškovom in v zadnjih 25-ih letih svojega življenja je bila znana pod imenoma Peškova-Toliverova in Toliverova-Peškova.

### Otroštvo
Jakobijeva se je rodila 24. aprila 1841 v Jegorjevsku v Rjazanski guberniji v družini moskovskega trgovca Nikolaja Ivanoviča Susokolova in njegove žene Ane Ivanovne Susokolove. V registru Stolnice Marijinega vnebovzetja Rjazanskega duhovnega konzistorija je ohranjen akt št. 52 z dne 25. aprila o njenem rojstvu. Poleg Jakobijeve sta v družini odraščala njena dva brata. Možno je, da družina Susokolov v Jegorjevsku ni ostala dolgo, saj ni ohranjenih nobenih drugih podatkov o vezi s tem mestom.
Kmalu se je vsa družina preselila v Kazan. Mlada Jakobijeva je študirala v kazanskem zasebnem internatu za dekleta Sofije Jungvald. Njena brata sta študirala na Univerzi v Kazanu – na pravni in medicinski fakulteti. Po končanem internatu je Jakobijeva vstopila v gimnazijo, nato pa verjetno na Inštitut plemenitih deklet v Kazanu, vendar informacije o tem niso jasne, saj se pozneje ni rada spominjala kazanskega obdobja svojega življenja.

### Prvi zakon
Po besedah Igorja Ščigoljeva se je Jakobijeva pri šestnajstih letih poročila proti svoji volji. Njen prvi mož je bil plemič Vasilij Aleksandrovič Tjufjajev (1829–1882), učitelj na Inštitutu plemenitih deklet Rodionova v Kazanu. Zakon je bil kratkotrajen. Jakobijeva je kmalu zapustila hišo svojega osovraženega moža in leta 1860 odšla v Sankt Peterburg. Kasneje je okoliščine tega bega skrbno prikrivala, vendar so imele določeno vlogo v njenem poznejšem življenju. V Sankt Peterburgu se je srečala z društvom mladih in študentov, ki so bili blizu kazanski skupnosti, zlasti z umetnikom Valerijem Jakobijem, bodočim akademskim slikarjem. Jakobi je bil iz Kazanske gubernije, študiral je na Univerzi v Kazanu, vendar tam ni diplomiral. Po nekaterih poročilih je bil prijatelj Tjufjajeva, prvega moža Jakobijeve. Tako ali drugače sta se mladi osebi zaljubili in skupaj živeli več kot deset let.
Od leta 1861 je Jakobijeva prevzela priimek Jakobi, kljub dejstvu, da sta živela v civilni poroki in nikoli nista bila uradno mož in žena. Eden od razlogov za to je bil, da so jo sorodniki njenega prvega moža iskali po imenu Tjufjajeva.
Medtem je bil ves ta čas Jakobi v letih 1860–1861 popolnoma zaposlen s slikarstvom. Ustvarjal je sliko Postanek zapornikov, pozirala pa mu je Jakobijeva. Slika se je v zgodovino umetnosti zapisala kot mojstrovina ruske slikarske šole in jo sedaj hrani Državna galerija Tretjakova. Jakobijeva je na sliki predstavljena kot mati z dojenčkom v naročju.

### Življenje v tujini
Valerij Jakobi je v začetku leta 1862 kot upokojenec Imperialne Akademije za umetnost odšel v tujino, da bi obiskal Nemčijo, Francijo, Švico in Italijo. Pravica do pokojnine mu je dala možnost, da v tujini ostane šest let. Zadnje dni aprila mu je sledila Jakobijeva, vendar so jo s pretečenim potnim listom pridržali na postaji mesta Veržbolovo (sedanji Virbalis) ob meji s Prusijo. V Kazan so poslali telegrafsko prošnjo za potrditev identitete pripornice in šele 1. maja sta lahko prestopila prusko mejo ter nadaljevala evropsko pot.
V tujini sta se Jakobijeva znašla v istem svobodomiselnem družbenem okolju, ki sta ga poznala v Sankt Peterburgu. Medtem ko je bil še v Rusiji, se je Jakobi srečal z Nikolajem Černiševskim, ki ga je prosil, naj poišče študentske varuške za sliko Smrt Robespierra. Morda se je srečal z obsojenim Mihailom Mihajlovom, ko je ustvaril sliko Mihajlov po birmi. V pismu iz Petropavlovske trdnjave Nikolaju Šelgunovu in Ljudmili Šelgunovi z dne 13. novembra 1861 je Mihajlov poslal darove Jakobijevi in Nadeždi Hvoščinski. Od časa, ko je bila v tujini, od leta 1862 do 1883, je Jakobijeva vodila dnevnik. Na njegovo prvo stran je postavila celotno pesem Mihajlova Odgovor (»Močno, skupaj v vaših rokah // Vse bi sklenil, bratje«).
10. julija se je v Dresdnu rodil Jakobijev sin Vladimir. Jeseni 1862 sta odšla v München, spomladi 1863 pa sta se naselila na obali Züriškega jezera v Švici. Raziskovalec je ugotovil, da so dnevniški zapisi Jakobijeve tega časa optimistični in veseli: »Kako dobro, kako je prostorno!« Tu ju je obiskal Jakobijev mlajši brat – Pavel Jakobi, znani revolucionarni emigrant, medicinski znanstvenik in etnograf. Brat se je poročil v Zürichu z Varvaro Zajcevo, sestro Varfolomeja Zajceva, kritika šestdesetnika, sodelavca revij Russkoe slovo in Otečestvennye zapiski. Kasneje je morala Jakobijeva v korespondenci z Nikolajem Nekrasovom opravljati naloge v reviji od na novo pridobljenega sorodnika. Duhovni interesi njenega moža in njegovega brata so vplivali na njeno poznejše življenje. V dnevniku je pustila naslednji vnos: »Pogovarjali smo se o prihodnosti in kaj brati ...«. Kolektivno branje na glas v družini Jakobi je bilo običajno in je odražalo njihove duhovne interese. Tu so brali Mihaila Lermontova, Mihaila Mihajlova, Pesem o srajci (The Song of the Shirt) Thomasa Hooda.
V prvi polovici 1860-ih je bilo delo Valerija Jakobija pod vplivom revolucionarno-demokratičnega vzpona izrazito socialne in kritične narave. Poleg Postanka zapornikov se je to odražalo v njegovih slikah Svetla nedelja berača (1860), Mihajlov po birmi (M. I. Mihajlov je vklenjen, 1862), Deveti termidor (prvotno Umirajoči Robespierre in kasneje Zmerni in teroristi), zadnja slika je bila dokončana že v Parizu, leta 1864. Dnevnik Jakobijeve pomaga izslediti podrobnosti o delu Valerija Jakobija na slikah iz 1860-ih, zlasti na sliki Zadnje minute Robespierra. Pozimi 1862–1863 je Jakobijeva tako svojemu možu prevedla in prebrala delo Louisa Blanca Zgodovina francoske revolucije (Histoire de la Revolution Francaise).
13. septembra 1863 sta se Jakobijeva naselila v Parizu, kjer sta se srečala z Mihailom Bakuninom. Pred tem je Jakobijeva v svojem dnevniku zapisala: »Stvari v Rusiji postajajo grozne«, pri čemer se je sklicevala na zadušitev poljskega upora in kmečkih nemirov. Tesna prijateljica Jakobijeve je bila ukrajinska pisateljica Marija Vilinska (s psevdonimom Marko Vovčok). 29. aprila 1864 je v hiši Jakobijeve v Parizu prebrala zgodbi Ivana Turgenjeva Duhovi in Pes. Prisoten je bil tudi njen zunajzakonski mož Aleksander Passek, sin Tatjane Sergejevne Passek.
O pogovoru z ukrajinsko pisateljico je Jakobijeva zapisala: »Pogovarjali smo se o marsičem, spomnili smo se na Heineja, na Ščedrina in največ o Černiševskem.« Na domačih branjih je Jakobijeva prebrala Zgodovino civilizacije v Angliji (History of Civilization in England) Henryja Bucklea, članke Nikolaja Dobroljubova, Bistvo krščanstva (Das Wesen des Christentums) Ludwiga Feuerbacha, Kaj je lastnina? Pierre-Josepha Proudhona, romane George Sand in Honoréja de Balzaca, pesmi Alekseja Kolcova, Alfreda de Musseta, Alekseja Pleščejeva, zgodbe in povesti Marka Vovčoka, Vasilija Slepcova. Najljubši pesnik Jakobijeve je bil Heine. V Parizu sta se Jakobijeva srečala z Jevgenijo Tur, v hiši katere so se srečevali poljski in ruski politični emigranti.
Pomanjkanje denarja se je začelo v Parizu, v dnevniku se je pojavil zapis: »Ni groša denarja, ničesar ni za zastaviti in prodati.« V težkih časih je pomagala Marko Vovčok. 7. januarja 1866 sta zakonca Jakobi zapustila Pariz in se za dolgo časa naselila v Rimu. Tedaj je obstajala kolonija ruskih umetnikov, s katerimi sta ohranjala prijateljske odnose: Pavel Čistjakov, Andrej Popov, Aleksander Riccioni, Pavel Ikov, Vasilij Vereščagin, Emanuil Dmitrijev-Mamonov, kipar Nikolaj Laverecki. Kot je razvidno iz dnevnika Jakobijeve, je v prihodnosti pozirala svojemu možu, zlasti jeseni 1867 za sliko Umetnikova družina. Tedaj je potekala tako imenovana tretja italijanska vojna za neodvisnost, med katero so Garibaldijeve brigade dokončale združitev države. V zavezništvu s pruskimi enotami so nasprotovali papeškim enotam in francoskemu garnizonu Napoleona III. v osrednji Italiji.
Jakobijeva se ni umaknila v družinsko življenje. Po nasvetu Kozme Soldatjonkova, ki je spomladi 1867 prispel v Rim, je začela študirati izobraževalni sistem v italijanskih javnih šolah. Na to temo je v svoj dnevnik naredila več vpisov. Svoje vtise je delila z Nikolajem Nekrasovom. 19. julija 1867 je zapisala: »Odšli smo zgodaj ob 5. uri. V Neaplju smo bili ob 8. ... Šla sem pregledat protestantsko šolo, ki so jo hranili bogati protestanti za propagando. Izkazalo se je, da so bili otroci v njej večinoma katoličani. (Pisala Nekrasovu). Umazano ohranjeno, od tu smo šli h katoliški.« V Rimu je bila Jakobijeva sprejeta za članico Ameriškega ženskega kluba.

### Jakobijeva in garibaldinci
Jakobijeva je odlično obvladala italijanski jezik, se seznanila z italijanskimi revolucionarji in začela dejavno pomagati garibaldincem v njihovem osvobodilnem boju. Gibanju je zagotovila ne le moralno, ampak tudi materialno podporo. Naklonjenost do garibaldincev je razkrila v naslednjem pismu Nikolaju Nekrasovu z dne 14. oktobra 1867: »Razburjenje umov je opazno v vsem, torej v nenehnih spopadih z zuavi med trgovskim razredom, ki vse zapre, ko omenjeni pridejo kupit. Popolno neupoštevanje duhovnikov, izrečeno na shodih na javnih mestih, ki jih iz dneva v dan manj obiskujejo. Priprava tribarvnih materialov v velikih količinah, mehkoba papeža v odnosu do italijanske vlade. Končno je napad garibaldincev, ki se, ko so zavzeli različne kraje, energično premikajo proti Rimu. 16 ali 17, kot prerokujejo, bo dan praznovanja?? Čeprav ne verjamem v čudeže, me vseprisotni odmev obrne na njihovo stran.« Raziskovalci menijo, da so dnevniški zapisi Jakobijeve o garibaldinski vstaji leta 1867 nedvomno zanimivi kot priča očividcev.
Žive vtise Jakobijeve o dogodkih risorgimenta je pozneje patetično posredovala sovjetska memoaristka: »Kri in groza, groza preganjanja. Upor za vstajo, a zdaj ne proti tujcem, ki so zagrabili lepo deželo, ampak proti svoji, italijanski vladi. Koliko odborov za osvoboditev Rima iz papeške oblasti! Povsod so bili goreči pozivi proti menihom.« Jakobijeva je pritegnila svoje znance, Ruse in Italijane, da so zbirali sredstva v korist garibaldincev. Skupaj z možem sta šla pogledat, kako so garibaldinci postavili rimske barikade. Rimske oblasti so bile previdne do priseljencev iz Rusije, saj so v njih prevzele revolucionarno emigracijo in nasprotovanje papeški oblasti, kljub temu pa je Jakobijeva uspela pridobiti dovoljenje od vojnega ministra-kanclerja Italije (po drugih virih direktorja rimske Bolnišnice svetega Onufrija Batistinija), da jo spusti k ranjenim garibaldincem in začne delati v eni od vojaških bolnišnic kot sestra usmiljenja.
Rimski zapori in bolnišnice so bili preplavljeni z ujetimi in ranjenimi Garibaldijevimi privrženci. Eden od teh borcev, za katerega je skrbela Jakobijeva, je bil poljski revolucionar Artur Benni. Po bitki pri Mentani so ga 4. novembra 1867 z zdrobljeno roko odpeljali v to bolnišnico, kjer je bil tako kot drugi poraženi garibaldinci prepuščen sam sebi. Na vztrajanje Jakobijeve so Bennija premestili v Bolnišnico svete Agate, kjer se mu je stanje izboljšalo, a tudi tam ni bil deležen ustrezne oskrbe. Po amputaciji roke zaradi gangrene je 28. decembra umrl dobesedno v njenih rokah. Ta epizoda je po besedah Jakobijeve podrobno opisana v brošuri Nikolaja Leskova Skrivnostni človek (Загадочный человек).
V dnevniku Jakobijeve je naslednji zapis o njenem bivanju v eni od bolnišnic:
V prvi sobi so bili hudo ranjeni in umirajoči. Bilo jih je sedemdeset. Nočne luči so svetile po stenah s šibko lučjo. Na desni je umiral mlad garibaldinec, v prsih je imel tri naboje, v bližini je bila amputirana roka, brez kloroforma, en ranjenec je sedel na postelji in v deliriju. V deliriju je poveljeval odredu, kar je povzročilo smeh zuavov. Od vonja in pogleda na nesrečnike mi je postalo slabo in sem prosila orožnika, če se lahko naslonim na njegovo roko. »Avanti (naprej),« jo je umaknil in grozeče dodal: »sicer ne boš nikoli več prišla sem.«— Boris Kostin
O drugih dogodivščinah Jakobijeve med garibaldinci je podrobno pisal zgodovinar Vladimir Nevler (Vilin). Leta 1867 je Jakobijeva prišla do poveljujočega rimskega zapora San Michele s prošnjo, da ji dovoli zadnje srečanje z umirajočim garibaldincem, ki ga je imenovala za svojega zaročenca. Poveljnik se ni mogel upreti njenim čarom in ji je dovolil srečanje. »Srečanje je trajalo pol ure,« je zapisala Jakobijeva. »Sedela sva v sprejemnici, zaklenjeni z vseh strani in obdani z orožniki, ki so poslušali vsako od najinih besed, pregledovali vsako gibanje.« Vendar pa je med srečanjem zarotnica predala zapis zaporniku z načrtom za njegov pobeg. Zahvaljujoč temu načrtu je Luigi Castellazzo, prijatelj in pribočnik Garibaldija, kmalu uspel pobegniti iz zapora. Načrt za pobeg Castellazza je razdelal sam Giuseppe Garibaldi.

Caprera, 24. julija 1872
Ga. Jakobi!
O sodobni ruski vladi bom povedal le eno, da se njen trenutni suveren lahko pohvali z osvoboditvijo kmetov, za katero upamo, da se bo uresničila. Takšna avreola slave je seveda boljša od vseh osvajanj.

Prek vas pošiljam srčni in iskreni pozdrav vašemu pogumnemu narodu, ki bo igral tako veliko vlogo v prihajajoči usodi sveta.

Vedno vaš G. Garibaldi

V skladu s tem načrtom Jakobijeve bi morala Garibaldijeva navodila prenesti pisateljica Marie Schwartz, dekle znanega revolucionarja. Na predvečer dan prej je Jakobijeva napisala v dnevnik: »Odločila sem se, da bom jutri šla v zapor San Michel in uporabila vse sile, da bi videla Castellazzija,«. V kasnejših spominih je poročala, da je bilo njeno početje kronano z uspehom. Pet let kasneje, leta 1872, se je Garibaldi zahvalil Jakobijevi osebno, ko je prišla na obisk na otoku Caprera: »Že dolgo sem vam želel izraziti svoje spoštovanje za Castellazza. Prva ste stopila do njega v zaporu in zahvaljujoč vam se je rešil. Takšne usluge se ne pozabljajo.«
Znani revolucionarno-demokratični publicist Nikolaj Šelgunov je poročal o podrobnostih drznega dejanja Jakobijeve: »Odšla je k poveljujočemu, z vsemi svetniki ga je prosila za zadnje srečanje, se razjokala, in poveljnik, ki se ni mogel upreti solzam mlade lepe ženske, je dovolil srečanje. Ko so se pred Jakobijevo odprla vrata zapora, je, ne da bi pustila zaporniku priti k sebi, z odprtimi rokami planila k njemu, ga začela poljubljati in mu za vrat potisnila list.« Castellazzo, ki je na tak način izvedel za načrt pobega, je bil rešen smrti.
Šelgunov, ki se je zavedal čustev revolucionarne inteligence, je menil, da je Jakobijeva tvegala svoje življenje ne zaradi bežnega vzgiba, ampak je takšno vedenje odražalo »splošno razpoloženje tistega časa«. Toda poleg tovrstnih dogodivščin je morala, z ali brez tveganja za svoje življenje, opraviti veliko rutinskih del: skrbeti za ranjene, iskati oblačila, perilo in hrano zanje. Mož Valerij Jakobi ni odobraval strasti svoje žene do garibaldincev in je ni delil.
V Italiji se je Jakobijeva srečala z drugim ruskim umetnikom – Vasilijem Vereščaginom, ki je leta 1867 naslikal njen slavni portret (glej sliko desno zgoraj). Ko je izvedel za njeno nesebično predanostjo delu garibaldincev in občudoval njen pogum, jo je povabil naj pozira za portret, na kar je voljno pristala. Ljudje, ki so osebno poznali Jakobijevo, so trdili, da je Vereščaginu uspelo na sliko prenesti »čar pogumne ženske, njeno neposrednost in mehkobo.« Trenutno se ta akvarel nahaja v skrbništvu Puškinove hiše.
Kasneje, leta 1871, je Jakobijeva spet šla v Italijo in se srečala z Garibaldijem samim. Novembra je bila v Torinu pri svaku Pavlu Jakobiju in njegovi ženi Varvari. Pri Castellazzu je vzela pisma voditelju in nameravala iti k njemu v spremstvu njegovega mlajšega sina Ricciottija. Toda Garibaldi mlajši je zbolel in dolgo časa ni mogel spremljati Jakobijeve na njenem potovanju, tako da je morala iti sama. Na otoku Caprera je bila le julija 1872, ko je lahko osebno spoznala junaka Italije in ostala pri njem teden dni. Za darilo mu je dala dve rdeči srajci iz Rusije in Castellazzova pisma. Garibaldi ji je dal fotografijo z avtogramom in prek nje poslal pozdrave Nikolaju Pirogovu. Znani kirurg je po Garibaldijevih besedah rešil revolucionarju življenje.
Med ločitvijo je Garibaldi napisal sporočilo Jakobijevi, v katerem je zelo spoštljivo govoril o usodi ruskega naroda. Po mnenju sovjetskega zgodovinarja je to pismo Garibaldijevim italijanskim biografom ostalo neznano že v 1950-ih. Komentatorji nekrasovskega zvezka Literaturnega nasledstva iz leta 1949 v biografskih podatkih Jakobijeve epizodo reševanja Luigija Castellazza razlagajo na nekoliko drugačen način. Poročajo, da je Jakobijeva najprej srečala Castellazza, prek njega pa tudi samega Garibaldija. Opis poznanstva Jakobijeve in Castellazza, podan v knjigi spominov Nikolaja Šelgunova Iz preteklosti in sedanjosti (Из прошлого и настоящего), imajo za nekoliko romantizirano zgodbo.
Telesforo Sarti, sestavljalec referenčnega dela iz leta 1890 Sardinski in nacionalni parlament: biografske skice vseh poslancev in senatorjev, izvoljenih in imenovanih od leta 1848 do 1890, je v biografiji Luigija Castellazza navedel, da je Garibaldijev pribočnik leta 1867 odšel v Rim, da bi pripravil vstajo med meščani, in so ga ujeli ter obsodili na dosmrtno ječo, vendar so ga leta 1870 izpustili. Tako ne gre niti za smrtno obsodbo niti za beg. V posovjetskih časih je različico bega Luigija Castellazza iz zapora Angelskega gradu s pomočjo Jakobijeve (po Al. Altajevu) podprl raziskovalec Sergej Panarin.
Jakobijeva je pismo Giuseppeja Garibaldija hranila vse življenje. Lokacija pisma trenutno ni znana, ohranjena je le njegova fotokopija. Vladimir Nevler je navedel, da je imela Jakobijeva več Garibaldijevih pisem.

### Dejavnost v Rusiji
Jakobijeva se je lahko vrnila v domovino, kot je razvidno iz njenega dnevnika, 13. julija 1869. Njeno celotno nadaljnje življenje v Rusiji je bilo posvečeno boju za enake pravice žensk. Po svojem prepričanju je bila Jakobijeva pripadnica šestdesetnikov – zagovornica stališč Aleksandra Gercena, Nikolaja Dobroljubova, Nikolaja Černiševskega in Nikolaja Šelgunova, v nasprotju s svojim možem, ki se je v 1870-ih oddaljil od politične in družbene zlobe tistega časa.
Še v Italiji je Jakobijeva postala dopisnica sanktpeterburškega časopisa Golos, kamor je pošiljala poročila o poteku sovražnosti v Italiji. Izdajatelj in urednik časopisa Andrej Krajevski je objavil le eno od njih. Ko se je vrnila v Rusijo, je začela objavljati v časopisih Nedelja Pavla Gajdeburova, Birževie vedomosti Konstantina Trubnikova, Molva Vasilija Poletike, Novoe vremja Alekseja Suvorina, v ilustriranih revijah Neva, Živopisnoje obozrenije in Pčela Mihaila Mikešina.
V Rusiji je Jakobijeva še naprej spodbujala italijansko ljudsko osvobodilno gibanje in dejavnosti garibaldincev. Nikolaj Leskov v zgodbi Dama in nerodnica (Дама и фефёла) pripoveduje o enem od predavanj o garibaldincih, ki jih je prebrala Jakobijeva v Umetniškem klubu v Sankt Peterburgu. Izkupiček od prodaje vstopnic je bil namenjen pomoči poškodovanim garibaldincem. Leskov je zapisal, da je govor Jakobijeve povzročil »oživitev in naklonjenost« pogumni »ruski garibaldinki«. Pisatelj Peter Boborikin je poročal o zbiranju sredstev za potrebe garibaldincev: »Moral sem sodelovati v nekem literarnem dopoldnevu, podanem v klubu umetnikov z nekim skrivnostnim anonimnim namenom, pod katerim se je skrivala zbirka v prid nič več in nič manj kot garibaldincev. Priredila ga je tedaj lepa gospa, zelo znana v literarnih in umetniških krogih, ki so jo tedaj vsi imenovali »M-me Jakobi«. Od nje sem izvedel podrobnosti o bolezni in smrti ubogega A. I. Bennija, ki so ga ujeli papeški vojaki. Zanj je skrbela v rimski bolnišnici, kjer je umrl.«
Ti dogodki niso vedno potekali gladko. Pred enim od teh večerov leta 1870 v Sankt Peterburgu je njegov organizator Jevgenij Korš prejel ukaz, da se pojavi na Ulici Bolšaja Morskaja v sprejemni sobi sanktpeterburškega župana generala Fjodorja Trepova. Korš se je spominjal, da je Trepov, ne da bi se priklonil, takoj prešel na vprašanje, v čigavem interesu sta Korš in gospa Jakobi prirejala večer v dvorani Kononova. Korš je odgovoril, da v korist ene znane revne družine. General je temu grozeče ugovarjal: »Ta družina po mojih informacijah živi na otoku Caprere in se imenuje garibaldinci, torej množica upornikov, ki se vtikajo v tuje posle. Ne bom toleriral, da bi jim pomagali z ruskim denarjem, in opozarjam vas, da če boste na otok Caprera poslali vsaj eno kopejko, boste z gospo Jakobi šli dlje od tega otoka in v popolnoma drugo smer.« Literarni večer je na koncu potekal, zbrani denar pa je garibaldincem poslal umetnik Mihail Botkin. Na enem od teh dogodkov sta sodelovala Ivan Turgenjev in slavna operna pevka Darja Leonova z branjem Lovčevih zapiskov (Записки охотника).
Jakobijeva je dosledno zagovarjala ideale mladosti od 1860-ih do svoje smrti. V njenem stanovanju v Sankt Peterburgu so bili na stenah obešeni portreti Giuseppeja Garibaldija, pa tudi darilo ranjenega garibaldinca Fornarija – rdeča srajca, prelita s krvjo. Od Marie Schwartz je Jakobijeva v dar prejela zapestnico z napisom »Memor mei – felix esto« (Zapomni si me – bodi srečna), drugi ranjeni upornik pa ji je za spomin podaril prstan s križem.
Leta 1892 je Peškova-Toliverova prvič obiskala Leva Tolstoja v njegovem moskovskem stanovanju in se spominjala, da so bile njegove prve besede, naslovljene nanjo, o slavni italijanski karboneriji. Tolstoj se je zavedal, da je Jakobijeva vpletena v garibaldinsko gibanje in o njenem obisku Garibaldija na otoku Caprera, zato ga je zanimal podroben opis teh dogodkov. Ni bila pripravljena na tako resen pogovor, poskušala se je umakniti s splošnimi frazami, vendar so Tolstoja zanimale najmanjše podrobnosti garibaldinskega gibanja, ki jih je s pomočjo številnih vodilnih vprašanj poskušal izvedeti od memoaristke. Postopoma se je potopila v spomine, navdušeno je pripovedovala o dogodkih, ki jih je videla v Italiji v svoji daljni mladosti. Na koncu je njena zgodba o Garibaldiju omogočila Tolstoju narediti naslednji zaključek: »Velika zgodovinska osebnost!«
O srečanju s Castellazzom v zaporu in o njegovem pobegu od tam je Jakobijeva leta 1882 na straneh Istoričeskega Vѣstnika prvič zapisala: »Castellazzo je ušel giljotini le zahvaljujoč spretno izvedenemu begu.« Nikolaj Šelgunov je na kratko spregovoril o vlogi same Jakobijeve pri reševanju Castellazza. V reviji Russkaja misl leta 1886 je opisal ta dogodek, ne da bi jo imenoval po imenu in navedel samo njene začetnice A. N. Ja. O tej epizodi je lahko izvedel le osebno od nje. Jakobijeva je lahko bolj odkrito spregovorila o zgodovini pobega Castellazza šele po prvi ruski revoluciji, v spominih Giuseppe Garibaldi (Джузеппе Гарибальди) leta 1909. Spomini Nikolaja Šelgunova so bili ponovno objavljeni v sovjetski Rusiji leta 1923.

### Novinarska in založniška dejavnost
Jakobijeva je več let sodelovala v pedagoških revijah Detskoe čtenie, Semja i škola, Vospitanie i obučenie in Igrušečka. Od leta 1873 do 1878 je izdajala otroške zbirke Našim otrokom (Нашим детям), Mravlja (Муравей) in Po delu (После труда) ter dela, posvečena dejavnostim izjemnih sodobnikov: Livingstonoveo zadnje potovanje (Последнее путешествие Ливингстона), V spomin N. A. Nekrasova (На память о Н. А. Некрасове), V spomin na George Sand (На память о Жорж Санд). Zbirka Našim otrokom je izšla leta 1873. Ilustrirali so jo: Viktor Vasnecov, Grigorij Mjasojedov, Valerij Jakobi, Ilja Repin in drugi. V zbirki so bila objavljena dela Nikolaja Nekrasova, Jakobijeve, Aleksandra Butlerova, Marije Cebrikove, Apolonija Majkova, Jakova Polonskega – pesem Mišenka (Мишенька) s tremi ilustracijami Mihályja Zichyja, Aleksandra Pleščejeva, Gleba Uspenskega. Zbirko Misli in delo (Мысль и труд) je cenzura prepovedala.
Kot založnica je Jakobijeva začela tiskati prevode otroških del znanih tujih avtorjev: zgodbe Alphonsa Daudeta, Henrija Murgerja, Naravni izbor Alfreda Wallacea, Zemlja in njeni narodi (Die Erde und ihre Völker) Friedricha von Hellwalda. Leta 1872 je izšla prva izdaja knjige George Sand Babičine zgodbe – vse zgodbe za to izdajo je iz francoščine prevedla sama Jakobijeva. Peta izdaja z ilustracijami Sergeja Solomka in Mihaila Klodta je izšla leta 1913. V posovjetskih časih je leta 1991 prevod Toliverove ponovno izdala založba Avers, leta 1992 pa založba Arkom. V 1880-ih je Toliverova izdala literarno zbirko Zapleti (Складень), od tedaj pa je dajala prednost komercialnim publikacijam, med katerimi je bila Kuharica za mlade gospodinje. Postna in skromna »domača miza« (Поваренная книга для молодых хозяек. Постный и скоромный „домашний стол“). Knjiga je pred revolucijo doživela več ponatisov, v posovjetskem obdobju pa je zadnji ponatis leta 2015 izšel pri založbi Eksmo.
Založnica je za zaslužek začela izdajati letne koledarje. Taka nekoliko kaotična založniška dejavnost se je nadaljevala do leta 1887, ko je Toliverova od Tatjane Petrovne Passek podedovala urejanje otroške revije Igrušečka. Od zdaj naprej je skoraj preostanek svojega življenja posvetila tej publikaciji. Revija Niva je v članku ob obletnici, posvečenem njenemu delu, opozorila na njeno sposobnost pisanja za otroke, razumevanja njihove duše in interesov. Zahvaljujoč svoji nadarjenosti, je zapisala revija, ji je uspelo pritegniti naklonjenost družbe, pisateljev in učiteljev v največje podjetje na področju knjižnega založništva – revijo Igrušečka.

#### Igrušečka
Revija Igrušečka (Igračka) je izhajala v Sankt Peterburgu kot »revija za majhne otroke« od leta 1880, sprva pod uredništvom Tatjane Petrovne Passek, leta 1887 pa je bila Passkova prisiljena prenesti svoje urejanje na Jakobijevo. Jakobijeva se je občasno do leta 1910 ukvarjala z izdajanjem in urejanjem te revije. Uspelo ji je povabiti Dimitrija Mamina-Sibirjaka, Leva Tolstoja (v razdelku revije Dlja maljutok (Za dojenčke) je bila leta 1895 objavljena zgodba o Tolstojevem sedemletnem sinu Vanji Rešeni jazbečar (Спасённый такс)), Nikolaja Leskova. Revija je do leta 1885 izhajala tedensko, nato pa mesečno. V letih 1903, 1905 in 1907 ni izhajala.
Sam Leskov kljub dolgoletnemu sodelovanju z revijo Igrušečka ni delil evforije Nive v zvezi z objavo Jakobijeve. O tovrstnih »revijah za družinsko branje« je pogosto govoril poniževalno, Nivo in Igrušečko je imenoval za sranje, nezmernost pa si je dovolil le v zasebni korespondenci. V pismu Sergeju Šubinskemu iz decembra 1894 je Leskov zapisal: »Še vedno sem listal Nivo in tam vedno iskal dobra semena za sejanje mladih duš. Nisem jih našel. Vse je stara, zatohla laž, ki je že davno izkazala svojo nemoč in v materializmu vzbuja le nasprotovanje. Kako zanimivo bi bilo prebrati kakšno pametno in znosno kritiko tovrstnih publikacij, ki utapljajo družinsko branje v potokih starih klobas, in so že davno dokazale svojo neprimernost in hinavščino. Ne morem ugotoviti, kaj bi lahko počastili s čestitkami tukaj?! Ali bi morda bilo mogoče objaviti slabše od tega ... a morda je nemogoče. Vendar pa je sodeč po Igrušečki mogoče.«
Nikolaj Leskov ni bil edini, ki je na ta način govoril o Igrušečki. V sovjetskih časih je Maksim Gorki v svojem članku O pismenosti (О грамотности) zapisal, da so Igrušečka in podobne publikacije iz 1880-ih in 1890-ih »upodobile ... ogabno očarljive fante v duhu meščanskih idealov 'dobrohotnosti'«. Kornej Čukovski se je spominjal, da po besedah Maksima Gorkija »otroško literaturo pri nas ustvarjajo hinavci in sleparji, to je dejstvo. Hinavci in sleparji. In razne prezrele gospodične.« Samuil Maršak mu je ponovil: »V predrevolucionarni otroški literaturi (zlasti v revijah) so prevladovale sladke in nemočne rime in sentimentalne zgodbe, katerih junaki so bili po Gorkijevih besedah »odvratno očarljivi fantje« in takšna dekleta«. Sovjetska bibliografska referenčna knjiga Ruski periodični tisk (Русская периодическая печать) je v poznih 1950-ih ugotovila, da „I[grušečka]“ skuša otrokom privzgojiti občutek sočutja do delovnih ljudi, pri čemer ostajajo v krogu meščansko-filantropskih idej«. Raziskovalec ruskega novinarstva Jefim Dinerštejn je leta 1986 imenoval Igrušečko sladko otroško revijo.
Povsem drugačno mnenje o reviji Igrušečka je imel najstarejši ruski odvetnik, pisatelj in javna osebnost Anatolij Koni. Ob zori sovjetske oblasti je zapisal, da je bila po zaslugi Toliverove in njenih zaposlenih Igrušečka zelo informativna otroška publikacija: »namesto običajnih zgodb za otroke, ki so jih potisnili na pot vraževerja ali okupirali mlado domišljijo s slikami zvitosti ali vojaške krutosti, obstaja spoznavanje domače narave in z manifestacijami prijaznosti in nesebičnosti v človeku.« Za potrditev svoje misli se je skliceval na dela Petra Vejnberga, Spiridona Drožžina, Konstantina Fofanova, Vasilija Velička, Nikolaja Leskova, Dimitrija Mamina-Sibirjaka, Kazimirja Baranceviča, Dimitrija Kajgorodova, Ivana Gorbunova-Posadova, risbe Jelizavete Bjom, Nikolaja Karazina, Ilje Repina. Bralec Igrušečke ni samo prebral avtorja, »ki je prišel k njemu s pozdravi in nežnim, previdnim odnosom do njegovega vtisljivega srca v tej starosti, ampak je videl tudi njegov obraz in se celo seznanil z njegovo pisavo.« Koni se je dotaknil temeljitosti in točnosti prevodov tujih avtorjev v reviji.
Koni je poudaril pomen niza naravoslovja za otroke v Igrušečki, ciklu biografij uglednih ljudi umetnosti in znanosti: Alfreda Tennysona, Roberta Fultona, Georgea Stephensona, James Watta, Mihaila Lomonosova, Carla Linnéja, Niccola Paganinija, Ivana Ajvazovskega in tako naprej. V reviji Toliverove »tako potrebni v našem času« je zlasti izpostavil članek z naslovom Ljudje dolžnosti (Люди долга):
Glede na Igrušečko in nanjo je nemogoče, da ne bi bil prežet s spoštovanjem do uredniškega dela, strogo vzpostavljen in prežet z eno idejo, in ne reči: »Ne! To ni Igrušečka, ki jo je mogoče z leti opustiti, to je svetilnik znanja in ljubezni, katerega žarki, ki so se zagnali v otrokovo dušo, ga bodo svetili do konca življenja.«— Anatolij Koni, Neopažena smrt uglednega človeka. (V spomin na A. N. Peškovo-Toliverovo).
Margarita Jamščikova (s psevdonimom Al. Altajev) je bila dolga leta zaposlena v uredništvu Igrušečke in je od znotraj videla prednosti in slabosti podjetja revije Jakobijeve. Po njenih besedah je Peškova-Toliverova dala zavetje pisateljem začetnikom. V uredništvu so bili vedno deležni prijateljske podpore. Sama memoaristka je poudarila, da se pri gostoljubnem založniku počuti zelo dobro. Kljub svoji progresivni usmerjenosti je Igrušečka nosila »pridih spodobne sentimentalnosti«. Med neliterarnimi dogodki, ki so se zgodili v času uredništva Peškove-Toliverove, je bila epizoda s kaznivim dejanjem. Tajnik uredništva Igrušečke Vladimir Vagner, sin slavnega profesorja in otroškega pisatelja Nikolaja Vagnerja, je 7. marca 1896 ubil svojo ženo, s katero sta bila poročena pet let, hčerko Aleksandre Evropeus, znano otroško pisateljico šestdesetnico, dolgoletni uslužbenki revije Igrušečka. Peškova-Toliverova je bila prisotna na sojenju skupaj z Jamščikovo kot priča. O kazenskem postopku, povezanem s krogom pisateljev, so živo razpravljali v ruskem tisku. Vladimirja Vagnerja je sodišče razglasilo za norega in ga poslalo v izgnanstvo v Sibirijo.
Poleg tega je glasilo Toliverove doživljalo stalne finančne težave zaradi njene neobvladljivosti in nepraktičnosti. Njene poslovne knjige so bile po besedah Jamščikove zgled slabega upravljanja. Poleg računa za tiskarno je bil na primer vpisan strošek za nakup čevljev za Verino hčer, računi za ilustracije in tipografske klišeje so bili pomešani z zneski za popravilo ur in vstopnic za gledališče in pod vsem tem je bila sestavljena splošna bilanca. Jakobijeva je prezrla pripombe, da se na tak način ne bi smelo obnašati, in se je sklicevala na zaposlitev: »Ah, kasneje bom ugotovila!« Neplačani računi za tisk so vedno znova zamujali izdajo naslednje številke revije. Začelo se je iskanje denarja, iskanje kreditov, obiski uspešnejših založnikov in knjigarn. Komercialni izračun je bil Toliverovi tuj, se spominja memoaristka. Leta 1910 je bila Peškova-Toliverova prisiljena prodati založniško pravico do Igrušečke lastniku delavnice kovčkov A. K. Študeju – popolnemu nevedcu v književnosti. Od tedaj naprej se je Jakobijeva v Igrušečki pojavila le kot avtorica. Revija je dokončno prenehala obstajati leta 1912.

#### Na pomoščь materjaminŽenskoe delo
Od leta 1894 do 1904 je Peškova-Toliverova izdajala revijo za ženske Na pomoščь materjam. To je bila visoko specializirana pedagoška revija, posvečena vzgoji predšolskih otrok in je izhajala kot priloga k reviji Igrušečka devetkrat letno. Revija je med drugim obravnavala vprašanje uvajanja otrok v branje, obstajal je razdelek Kronika ženskega dela (Летопись женского труда) itd. Publikacija ni prinašala dohodka, vendar založnica ni obupala in je leta 1899 začela izdajati revijo Ženskoe delo. To je bila bolj univerzalna splošna literarna sanktpeterburška publikacija: ne komercialna ilustrirana modna revija ali revija za družinsko branje, ampak publikacija z očitno feministično pristranskostjo, a je tudi prenehala leta 1900. Druga številka revije Ženskoe delo se je odprla s portretom Sofje Kovalevske, portret je spremljal njen avtogram, ki doslej še ni bil nikjer natisnjen, sledila je njena pesem Če si v življenju vsaj za trenutek ... (Если ты в жизни хотя на мгновенье ...). Pomočnica urednice teh publikacij je bila Marija Bezobrazova, prva filozofinja v Rusiji in znana osebnost feminističnega gibanja.
Največji družbeno pomemben dogodek v zgodovini revije Ženskoe delo je bila objava literarnih spominov Iz daljne preteklosti (Из далёкого прошлого) slavne prevajalke in pisateljice šestdesetnice Ljudmile Šelgunove, žene Nikolaja Šelgunova. Jakobijeva je Šelgunova poznala od leta 1861. Posebnost ženskih revij Peškove-Toliverove je bila, da so jih ustvarile ženske same in so bile ustvarjene za žensko občinstvo. Razprava o ženskih težavah, posebnostih ženskega življenja na straneh revij je praviloma potekala brez sodelovanja moških novinarjev, kot da bi bila ženska publika nekakšna celostna, zaprta in enotna skupnost.
Ko je Peškova-Toliverova 18. marca 1898 na obisku pri Levu Tolstoju spregovorila o zamisli o novi izdaji, je Tolstoj ugovarjal, da je treba, preden se govori o neenakosti žensk in njenem zatiranju, najprej postaviti vprašanje neenakosti ljudi na splošno. Sofja Tolsta je navedla nadaljnje argumente svojega moža o tej temi in se strinjala z njim: če si ženska sama zastavi to vprašanje, potem je v tem nekaj neskromnega, ne ženstvenega in zato predrznega. – »Mislim, da ima prav. Ženske ne potrebujemo svobode, ampak pomoč«.
Založnica je v novo revijo povabila Antona Čehova, a je ta zavrnil: »V Ženskem delu ne bom delal, ker sem v izgubi: o čem bi tam lahko pisal? Poslal bom zgodbo v Nedeljo,« je napisal novembra 1898 Mihailu Menšikovu. Vendar je Nedelja in njen dodatek Knižki »Nedeli« (Книжки „Недели“) prenehala obstajati leta 1901. Pravico do njihove objave je leta 1902 pridobila Peškova-Toliverova in Čehovu je znova ponudila, da postane njen uslužbenec. Tokrat je predlog pisateljici prišel preko njene hčerke Vere Sergejevne Tjufjajeve-Passek. Jakobijeva je Knjižke „Nedelje“ preimenovala v revijo Novoe delo, in tudi sedaj je Čehov zavrnil založnico, čeprav Novoe delo ni bilo več feministično glasilo.
Zadnja revija, ki jo je v letih 1911-1912 urejala Peškova-Toliverova, je bila revija Krasnye zori.

### Družbena dejavnost
Maja 1895 je Jakobijeva skupaj z Nadeždo Stasovo in Marijo Bezobrazovo sodelovala pri organizaciji Ruskega ženskega vzajemno-dobrodelnega društva, katerega dejavnost je sledila kulturnim in izobraževalnim ciljem. Za predsednico Društva je bila izvoljena Ana Šabanova. Jakobijeva je bila članica Društva več triletnih mandatov, pa tudi v številnih oddelkih in krožkih pod njim. Na občnih zborih članov organizacije je prebrala obsežna poročila o položaju inteligentnih delavk in položaju služabnic. Njeni številni članki in dejavnosti v okviru tega Društva so bili prežeti z idejo feminizma. Še posebej ji pripada delo Projekt bivalnega doma pri Ruskem ženskem vzajemno-dobrodelnem društvu (Проект общежития при Русском женском взаимно-благотворительном обществе). V poročilu, posvečenem smrti ene od voditeljic ženskega gibanja v Rusiji, Ane Filosofove, je Jakobijeva pokazala zasluge te izjemne, svetle in dejavne ženske.
Vse ženske niso delile ideje feminizma v Rusiji. Tako je Jamščikova (Altajev) v svojih spominih poročala, da jo je Toliverova poskušala vključiti v dejavnosti Društva, vendar je zavrnila, motivirala pa je zavrnitev z dejstvom, da ni bila navdušena nad »dobrodelnim« značajem društva, »prizanesljiv pogled na nižje razrede« in na ženske iz teh »nižjih razredov«, kar seveda sploh ni bilo značilno za našo Aleksandro Nikolajevno«. Poleg vprašanj izobraževanja in dobrodelnosti žensk je Toliverova v celoti skrbela za pravilno oblikovanje izobraževanja in vzgoje otrok v Rusiji, sodelovala je v »Bibliografskem krožku za otroško in narodno literaturo« Nikolaja Rubakina.
31. oktobra 1897 so v Sankt Peterburgu praznovali petindvajsetletnico literarne dejavnosti Peškove-Toliverove. Kot je poročal neimenovani novinar Nive, so za začetek njene literarne biografije vzeli objavo članka Med garibaldinci. Spomini Rusinje (Между гарибальдийцами. Воспоминания русской) v časopisu Nedelja leta 1872. Toda prva objava tega članka ni bila leta 1872, ampak leta 1870 in ne oktobra, ampak junija. Poleg tega je jeseni 1867 Jakobijeva začela pošiljati korespondenco iz Italije v časopis Golos. Tako ali drugače, bodisi z dveletno zamudo, bodisi ob praznovanju tridesetletnice njenega literarnega delovanja, so literarna, pedagoška skupnost in feministične organizacije praznovale obletnico otroške pisateljice. Počastitev je potekala v dvorani mestne dume Sankt Peterburga, otrokom so prebirali dela iz Igrušečke, prikazovali slike s pomočjo čarobne svetilke, poskrbljeno je bilo za otroške igre in tekmovanja itd. V sklopu praznovanja pisateljice se je z otroki na pedagoški sprehod odpravil slavni profesor-učitelj Peter Lesgaft.
Leta 1899 je Toliverova prek revije Ženskoe delo organizirala zbiranje sredstev v korist stradajočih Rjazanske, Simbirske in Ufimske gubernije. Nato je leta 1899 Jakobijeva dejavno sodelovala na prvi Haaški mirovni konferenci, sodelovala je pri pripravi resolucije pacifističnega »Komiteja ruskih žensk za odnose z Mednarodno mirovno ligo«, ki ga je ustanovila Ana Šabanova. Resolucija je pozvala k vzpostavitvi »svetovnega miru« in zbrala štiriindvajset tisoč podpisov žensk iz vse Rusije.
Po ustanovitvi »Ruskega ženskega vzajemno-dobrodelnega društva« leta 1900 je Toliverova sodelovala pri ustanovitvi »Društva za pomoč bolnim izobraženim ženskam s pomanjkanjem«. Društvo si je zadalo za cilj poskrbeti za ženske, zlasti za učiteljice, ki so začasno ali trajno izgubile zmožnost za delo. Hkrati je Peškova-Toliverova sodelovala pri delu Društva, ki je imelo svoj sanatorij v Lesnoju. Poleg tega, da je ves čas delala v svetih teh društev, je bila tudi njihova predsednica. Njene naloge so vključevale skrb za povečevanje sredstev društev z uradnimi pogajanji, organiziranje naročnin in javnih pristojbin v finančno ogroženih letih. Decembra 1908 je imela Toliverova predstavitve na Ženskem kongresu v Sankt Peterburgu. Prvi vseruski kongres žensk je bil sklican na pobudo »Ruskega ženskega vzajemno-dobrodelnega društva«. Politične zahteve, ki jih je postavil kongres, so se nanašale na enakost žensk in so bile večinoma zmerno liberalne narave.
Sovjetski zgodovinarji so kot izjemno dejstvo biografije Peškove-Toliverove poročali, da je dočakala oktobrsko revolucijo leta 1917, navdušeno je sprejela svoja prva osvajanja, saj so se ji uresničile vseživljenjske sanje in je lahko videla osvoboditev žensk iz stoletnega suženjstva. Stara in šibka je hodila na revolucionarne shode, da bi poslušala govore voditelja ruske revolucije Vladimirja Lenina, tako kot je v mladosti poslušala vodjo italijanskih revolucionarjev.
V zadnjih letih je Jakobijeva trpela zaradi bolezni ledvic in protina. Pozno jeseni 1918 se jima je pridružila pljučnica. Jakobijeva je umrla 1. decembra 1918 in so jo pokopali na Nikolskem pokopališču Lavre Aleksandra Nevskega v Petrogradu. Od tedaj se vzdolžna pot na južnem delu pokopališča imenuje Toliverovskaja.
Nekateri del literarne dediščine Jakobijeve še danes ostaja neobjavljen v arhivih. Zlasti niso bili objavljeni članki Dresden (Дрезден), Malo izkušenj o človeku (Маленький опыт на человеке), Slike iz življenja ruskih umetnikov v Rimu (Картинки из жизни русских художников в Риме), spomini na Polino Strepetovo, Klavdijo Lukaševič. Ruski državni arhiv literature in umetnosti (RGALI) hrani njena rokopisa Jakov Petrovič Polonski (Яков Петрович Полонский, 1878) in Šarlatan (Шарлатан) s popravki Nikolaja Leskova, prevod zgodbe Vojaško življenje (Военная жизнь) Edmonda De Amicisa, spomine o Garibaldiju, Tatjani Petrovni Passek, Beležnice (Записные книжки), pisma njej in njena pisma, fotokopijo Garibaldijevega pisma, barelief Galibaldija, ki ga je hčerki Veri Čoglokovi podaril Anatolij Koni itd.
V Puškinovi hiši hranijo rokopis drame v 5 dejanjih Pod jarmom boja (Na poti življenja) (Под гнётом борьбы (На жизненном пути) (1892–1895), članke, govore o Giuseppeju Garibaldiju, spomine Poznanstvo z Lisztom (Знакомство с Листом), spomine o Tatjani Petrovni Passek, Nikolaju Šelgunovu. Poleg tega hranijo potrdilo za medaljo Rdečega križa v spomin na sodelovanje pri dejavnostih Društva v rusko-japonski vojni, programe revij Na pomoščь materjam in Ženskoe delo, dokumente dobrodelnih društev.

## Peškova-Toliverova med kulturnimi in umetniškimi delavci
Jakobijeva je bila dolgo v središču kulturnega življenja Rusije in je vzdrževala odnose s številnimi njenimi vidnimi osebnostmi. Poznala se je z Levom Tolstojem, Fjodorjem Dostojevskim, Ano Dostojevsko, Nikolajem Nekrasovom, Nikolajem Leskovom, Ivanom Turgenjevom, Dimitrijem Grigorovičem, Antonom Čehovom, Aleksandrom Šellerjem (Mihajlovom), Pavlom Zasodimskim, Jakovom Polonskim, Spiridonom Drožžinom, Ivanom Surikovom, Miro Lohvicko, Marijo Bezobrazovo, Nadeždo Stasovo, Ano Filosofovo, Marijo Cebrikovo, Marijo Vatson, Polino Strepetovo, Jelizaveto Bjom, Iljo Repinom, Karlom Gunom, Vasilijem Vereščaginom, Vasilijem Vasiljevičem Vereščaginom, Vladimirjem Stasovom, Pavlom Čistjakovom, Anatolijem Konijem, Mihailom Menšikovom in drugimi.
Med tesnimi prijatelji Peškove-Toliverove sta znani revolucionarni demokrat, publicist in javna osebnost Nikolaj Šelgunov, ter novinar in učitelj Viktor Ostrogorski. Na številne sodobnike je pustila spomine in tudi oni so ohranili spomin na srečanja z njo. Sovjetska pisateljica Margarita Jamščikova (psevdonim Al. Altajev) jo je imenovala med literarne mentorje svoje mladosti. O njej so pisali odvetnik Anatolij Koni (ki je bral spomine o njej v Leningrajskem gledališkem društvu), pisatelja Ivan Gorbunov-Posadov in Klavdija Lukaševič. Protislovna podoba Peškove-Toliverove je predstavljena v spominih Andreja Leskova – sina Nikolaja Leskova. Iz teh spominov se lahko razbere, da je bil pisatelj ljubitelj baletne umetnosti. Ko govori o poteku bolezni Nikolaja Leskova, Andrej Leskov omenja ironični vzdevek »literarni puran«, ki si ga je zanjo izmislil pisatelj Sergej Terpigorjev (Atava).
Leta 1908 je Peškova-Toliverova neuspešno poskušala razpravljati z Levom Tolstojem o vprašanju, kaj je za otroke najpomembnejše brati, vendar ji ni imel časa dati natančnega odgovora in se omejil na najbolj splošne premisleke o tej zadevi. Njegovo pismo Peškovi-Toliverovi je bilo prvič objavljeno leta 1912 v Tolstojevem letopisu, leta 1917 pa je bilo pismo reproducirano v faksimilu v Nevskem almanahu.
Raisa Benjaš je poročala o srečanju Jakobijeve z Ivanom Turgenjevom na predstavi Grenka usoda (Горькая судьбина) Alekseja Pisemskega iz leta 1859. Predstava je bila v Kononovski dvorani v Sankt Peterburgu. Ko je poleg sebe zagledal sosedo, je Turgenjev skeptično vprašal: »Ali ste res prišli jokati? Ženske vedno jokajo.« Namesto odgovora je vprašala: »Ali ste videli Strepetovo?« »Ne, Strepetove nisem videl, poznam pa Grenko usodo, to je težka stvar ...«. Toliverova ni nadaljevala pogovora in je ob koncu predstave videla, da so »solze Turgenjeva tekle v potokih in jih ni obrisal.« – »To je sama stvarnost [...] Da, vsi govorijo o šoli. Kakšna šola lahko da to, kar so nam danes pokazali. Ne moreš se naučiti igrati tako. Tako lahko doživite le, če imate v srcu božjo iskro ...«. Kasneje je Peškova-Toliverova postala prijateljica Poline Strepetove in je bila tik pred njeno smrtjo ob njeni postelji na bolnišničnem oddelku.
Poleti 1895 se je Jakobijeva srečala s slavno ljudsko pripovedovalko in izvajalko Irino Fedosovo, hkrati pa je avgusta v Igrušečki izšlo gradivo s fragmenti folklornih besedil v izvedbi Fedosove. To je bilo celotno besedilo pravljice Volk in lisica (Волк и лисица), poleg tega je članek vseboval poročne pesmi, uspavanke, ljudsko pesem V lužah (Во лузях) in tako naprej. Besedila Fedosove je založnica posebej priredila za mladega bralca. Ivan Surikov je leta 1897 posvetil Jakobijevi Resnično pesem (Песня-быль).
Ana Šabanova je kulturno in družbeno delovanje Toliverove ocenila z naslednjimi besedami: »Celotno življenje A. N. Peškove-Toliverove je predstavljalo sliko življenja kulturne, humane ženske, predane družbenim nalogam, ki je znala združiti dolžnosti družinskega življenja, materinstva z nalogami civilne družbe.« V sodobni literarni kritiki se ime Peškove-Toliverove omenja le v povezavi z nekaterimi dejstvi iz biografije Nikolaja Leskova, Fjodorja Dostojevskega, Leva Tolstoja, Nikolaja Nekrasova, Antona Čehova, umetniška ustvarjalnost pisateljice same pa se ne obravnava. Njeno ime se omenja le kot ime marginalne pisateljice, pisateljice drugega ranga.

### Nikolaj Nekrasov
15. maja 1867 je Kozma Soldatjonkov, ki je prispel v Rim, zakonca Jakobi predstavil Nikolaju Nekrasovu. V dnevniku Jakobijeve se je pojavil zapis: »Nekrasov je zjutraj prispel s svojim zdravnikom. Je nenaklonjen, nosi pečat nekakšne notranje tesnobe. Nekrasov ji je za spomin podaril svoja dela. V odgovor mu je prebrala zgodbo, katere rokopis mu je izročila v upanju na nadaljnjo objavo. Usoda te zgodbe še vedno ni znana. Nekrasov je Jakobijevo povabil na potovanje v Neapelj. Se je strinjala, vendar so težave z njenim potnim listom preprečile te načrte. Jeseni istega leta je pisala Nekrasovu v zvezi z objavo Andreja Krajevskega njenih pisem iz Italije. Jakobijeva ni čakala na njegov odgovor, čeprav je pesnik Krajevskemu pisal o zakoncih Jakobi in o člankih garibaldinke: »Ali želite natisniti to in podobno korespondenco iz Rima? Mislim, da je izjemno zanimivo. Prejel sem včeraj, poslano pa je bilo iz Rima 28. okt. n. z. Spomladi v Rimu sem spoznal slikarja Jakobija. To je roka njegove žene. Tako on kot ona sta pametna in razvita človeka. Če to ni primerno za vas, ga vrnite čim prej.«
Usoda zgodbe in rimske korespondence sta še naprej vznemirjala Jakobijevo. O tem je večkrat pisala na straneh svojega dnevnika in v pismih Nekrasovu. Andrej Krajevski, založnik revije Otečestvennye zapiski in časopisa Golos, ko je prejel rimsko beležko Jakobijeve od Nekrasova, jo je brez avtorjevega podpisa natisnil v časopisu Golos, št. 298, z dne 28. oktobra 1867, pod naslovom Iz Rima, 26. oktobra. Naključna korespondenca »Golosa« (Из Рима, 26 октября. Случайная корреспонденция „Голоса“). 27. maja 1868 je Jakobijeva ponovno vprašala Nekrasova o razlogih za njegov dolg molk kot odgovor na njeno dopisovanje o rimskem karnevalu in prevod članka Garibaldijev beg s Caprere (Бегство Гарибальди с Капреры). Ti članki niso bili objavljeni in komentatorji Nekrasova vidijo razloge za to tako v tem, da bi jih lahko pridržal Tretji oddelek, kot tudi v tem, da bi lahko odgovorna pisma Nekrasova zamujala.
Po vrnitvi v Rusijo so se odnosi med Nekrasovom in Jakobijevo obnovili. Tako Nekrasov kot Jakobijeva sta živela v Sankt Peterburgu. Tako je v zgodnjih 1870-ih Nekrasov nameraval iti k Jakobijevi na ogled razstave slike, tja je povabil svojo sestro Ano Butkevič in njenega zunajzakonskega moža Aleksandra Jerakova. Z Ano Butkevič se je Jakobijeva poznala že med rimskim potovanjem Nekrasova. Prej, leta 1867 v Rimu, je Nekrasov s posredovanjem Jakobijeve že kupil eno sliko ruskih umetnikov – neznano študijo Vasilija Vereščagina. Leta 1873 se je Jakobijeva obrnila na Nekrasova s prošnjo, da objavi njegovo pesem Na predvečer svetlega praznika (Накануне светлого праздника) v svoji prvi zbirki Našim otrokom s podnaslovom Iz pesmi, posvečenih ruskim otrokom (Из стихотворений, посвящённых русским детям) in dobila njegovo dovoljenje.

### Fjodor Dostojevski in Ana Dostojevska
Jakobijeva je konec leta 1876 srečala Fjodorja Dostojevskega. Izmenjala sta si pisma – eno pismo Dostojevskega Jakobijevi (1878), dve pismi Jakobijeve Dostojevskemu (1876–1878). 16. februarja 1877 je poročala pesniku Ivanu Surikovu: »V zadnjem času sem postala tesna prijateljica z Dostojevskim. Všeč mi je njegova iskrenost, ljubim ga kot psihologa. V marsičem se ne strinjam z njim, vendar ga imam zelo rada.« Tri mesece pozneje, 15. maja 1877, je Jakobijeva pisala Ani Dostojevski o tem, da je za nju z možem plačala sto rubljev z obrestmi – polovico njunega dolga do oderuha Trišina. Preostalih 100 rubljev se je tudi zavezala plačati zanju in za to odložila to plačilo od Trišina do avgusta, za kar je prejela soglasje oderuha. V istem pismu je Ano Dostojevsko prosila, naj ji priskrbi vzorec podpisa Dostojevskega za izdelavo njegovega fotoportreta v Leipzigu s faksimilom njegovega imena in priimka.
Vse povezave Jakobijeve z Dostojevskima so bile predvsem poslovne narave. Naslednje leto je Jakobijeva poslala Dostojevskemu knjigo V spomin na Nikolaja Aleksejeviča Nekrasova (На память о Николае Алексеевиче Некрасове). V knjigi je ponatisnila prve štiri dele drugega poglavja decembrske številke Dnevnika pisatelja Fjodorja Dostojevskega za leto 1877. Posvečeni so bili nedavno preminulemu Nekrasovu. V zbirki Jakobijeve je bilo navedeno, da je »dobiček iz te publikacije namenjen oblikovanju štipendije, poimenovane po pesniku na Univerzi v Sankt Peterburgu.« Kljub temu je Jakobijeva v pismu pisatelju z dne 8. februarja 1878, da bi se izognila zadregi ob ponatisu njegovega svežega članka v svoji izdaji, sporočila: »Ponatis odmevov prestolničnega in deželnega tiska, se nismo obrnili na Vas za dovoljenje ponatisa Vašega članka o pokojniku, zato gre izbor iz knjige k zgornjemu cilju. Poleg tega je prosila za dovoljenje Dostojevskega, da objavi njegovo zgodbo Deček pri Kristusovem božičnem drevescu (Мальчик у Христа на ёлке).
Pisatelj je založnici odgovoril z vljudno zavrnitvijo: »Milostljiva gospodarica Aleksandra Nikolajevna, hvala, ker ste poslali knjigo. Kar ste mi ponatisnila, mi zdaj ne bo škodilo, a če bi izšlo prej, bi bolelo. Na mojo veliko žalost Vam ne morem dovoliti, da ponatisnete Deček pri Kristusovem božičnem drevescu – ker sam nameravam objaviti (in to zelo kmalu) moje majhne zgodbe. Strinjam se, da bi me Vaše ponatiskovanje v tem primeru lahko prizadelo. V vsakem primeru mi je zelo žal, da Vam absolutno ne morem ugoditi.« V nasprotju s svojo namero, da bi sam ponatisnil zgodbo, tega ni storil in je bila zgodba natisnjena po njegovi smrti. Memoaristka Jelena Štakenšnejder je v svojih dnevniških zapisih oktobra 1880 dala zelo živo sliko o težavah družine Dostojevskih, ki jih je povzročil nezmotljiv odziv Dostojevskega na vse vrste prosilcev:
Mladenič pride z ulice, imenuje se revni študent – dobi tri rublje. Drugi je: izgnan je bil, zdaj ga je vrnil Loris-Melikov, vendar ni s čim živeti, potrebujete dvanajst rubljev – dvanajst rubljev je danih. [...] Tovariš potrebuje ali samo znanec vpraša – nihče ni zavrnjen. Pleščejev je dobil šeststo rubljev; za Pucikoviča so jamčili in celo za madame Jakobi. »In zame,« je še naprej izlivala Ana Grigorjevna, »ko začnem protestirati in biti ogorčena, je vedno en odgovor: „Ana Grigorjevna, ne obremenjujte se! Ana Grigorjevna, ne skrbite, ne skrbite sami, denar bo prišel!“«— Jelena Štakenšnejder
Leta 1881 so bili pod svežim vtisom nedavne smrti Dostojevskega spomini Toliverove o pisatelju objavljeni v reviji Igrušečka. V njih se je dotaknila duhovne velikodušnosti pisatelja: »Moje poznanstvo s pokojnim Fjodorjem Mihajlovičem se je zgodilo konec leta 1876 v povsem nepričakovanih okoliščinah. Ne da bi me osebno poznal, mi je pomagal iz zelo težke situacije. In ko sem se mu šla zahvalit, je bil nad tem izjemno navdušen.« Memoaristka je nadalje podala podroben besedni portret pisatelja: »Na obrazu Fjodorja Mihajloviča so najbolj osupljive njegove oči. [...] Čeprav so včasih mrzlično blestele, so se včasih zdele izumrle, a v obeh primerih so naredile enako močan vtis. To se je zgodilo tudi zato, ker je Fjodor Mihajlovič, ko je govoril, vedno pozorno gledal v bližino.« Ko je govorila o njegovem načinu komuniciranja, je opozorila, da je kljub njegovemu neuravnovešenemu značaju nekako še posebej lepo biti z njim, pisatelj je ostal vedno iskren, pa naj je bil zaposlen ali je imel čas.
Toliverova je razvila prijateljske odnose z Ano Dostojevsko, ki jih je ohranila do konca svojega življenja. Leta 1911 je Toliverova napisala še en članek o Dostojevskem za revijo Krasnye zori. V letih 1915–1916 je Toliverova podprla Ano Dostojevsko pri zavrnitvi mnenja kritika Nikolaja Strahova, izraženega v pismu Levu Tolstoju in obtoževanja Dostojevskega pedofilije.

### Nikolaj Leskov
Nikolaj Leskov je spoznal Jakobijevo v odsotnosti leta 1870, ko je delal na razpravi Skrivnostni človek o Arturju Benniju. Prva izdaja razprave je bila končana leta 1869, ko je pisatelj neuspešno poskušal dodati razpravo k Ruskemu vestniku Mihaila Katkova in Synu otečestva Aleksandra Miljukova. Na koncu je bila objavljena v časopisu Birževyja Vѣdomosti leta 1870. Izdaja brošure se je raztegnila od februarja do maja, in ko je bila razprava v celoti objavljena, so v časopisu Nedelja, št. 22–24, junija 1870, objavili spomine Jakobijeve Med garibaldinci. Spomini Rusinje. Leskova je v njih pritegnila epizoda z Bennijevo smrtjo, ki je bila v zgodnji izdaji njegove razprave predstavljena drugače kot pri Jakobijevi. Nato je spet prijel za pero in delo popravil in dopolnil po besedah Jakobijeve. Že leta 1871 je izšla ločena dopolnjena izdaja članka Leskova z omembo Jakobijeve in njenih spominov.
Dvajset let pozneje, leta 1891, je Leskov objavil povest Polnočniki (Полунощники). Povest je bila kritično usmerjena proti Ivanu Kronštatskemu. Pred povestjo je bil osnutek z naslovom Protopop Ivan Sergijev (Kronštatski) v treh izdajah (Протопоп Иван Сергиев (Кронштадтский) в трёх редакциях). Zaplet osnutka je naslednji: leta 1890 so se tri sanktpeterburška uredništva odločila, da povabijo protopopa Sergijeva k molitvi: uredništvo Nive Adolfa Marksa, uredništvo Novega vremja Alekseja Suvorina in uredništvo Igrušečke, ki jo je ustanovila Tatjana Petrovna Passek, zdaj pa nadaljuje urejanje gospa Tjufjajeva (psevdonim »Jakobi«, »Toliverova« in še kaj). Medtem ko sta Marks in Suvorin precej bogata in uspešna založnika, Tjufjajeva živi v revščini, na posojilih in ne more pravočasno plačati upnikov.
Tri uredništva so poslala vabilo Ivanu Kronštatskemu, protopop Sergijev pa je prispel le v uredništvo Nive in Novega vremja, kjer je molil. Preudarni protopop šel v ubogo uredništvo Igrušečke, kar je močno razburilo založnico v stiski. Vendar ni obupala, temveč je pridobila od vlade blagoslov Svete sinode in sprejem revije Igrušečka v šole, podrejene sinodi. Torej, zaključuje avtor, so se pojavili dvomi, ali je Ivan Kronštatski daljnoviden ali ne? Po eni strani je ugibal, da mu bosta Suvorin in Marks lahko plačala, po drugi strani pa si je napačno izračunal, saj ni ugibal, da bi objava Toliverove lahko prejela blagoslov Svete sinode brez njegove pomoči in tako je bila daljnovidnost slavnga protopopa pod vprašajem. Epizoda z Ivanom Kronštatskim in Jakobijevo ni bila vključena v končno različico povesti Polnočniki.
Tri leta pozneje, leta 1894, se je ime Jakobijeve znova pojavilo na straneh dela Leskova. Tokrat je šlo za zgodbo Dama in nerodnica (Дама и фефёла), zgrajeno v žanru literarnih spominov. Leskov se spominja pisatelja Nikolaja Solovjova (ne da bi ga imenoval) in njegove krute žene. Po zapletu dela se Jakobijeva vrne iz Italije in v Sankt Peterburgu predava o Garibaldijevem gibanju. Predavanje je v sanktpeterburških liberalcih zbudilo izjemno navdušenje:
To je bilo kmalu po nepozabnem predavanju v nekdanjem umetniškem klubu gospe Jakobi, ki se je pravkar vrnila v svojo državo in je imela veliko povedati o Garibaldijevem gibanju, v katerem je dejavno sodelovala in uživala naklonjenost italijanskega junaka. Zdaj, ko je od takrat minilo približno petindvajset let, je zelo težko opisati navdušenje in naklonjenost, ki ju je vzbudilo to predavanje, ki ga je izvedla ženska, o kateri je bilo takrat povedanega veliko zanimivega. Umetniki niso le ploskali gospe Jakobijevi kot dami, ampak so izrazili tudi resnično zadovoljstvo nad njenimi presojami o umetniških zadevah.— Nikolaj Leskov, Dama in nerodnica, poglavje IV.
Da bi razjezil liberalce, se je konservativni Solovjov odločil, da o predavanju Jakobijeve ne napiše panegirik, temveč članek-pamflet: »Bili pa so tudi tisti, ki jim predavanje gospe Jakobi ni bilo všeč – tudi našemu pisatelju ni bilo všeč.« Članek Solovjova o predavanju Jakobijeve bi moral že biti vtipkan v najnovejši številki Otečestvennyh zapiskov, a se sploh ni pojavil, njegov avtor pa je komaj ostal cel, saj je njegova evropsko izobražena, a povsem prepirljiva žena strgala njegov uničujoči članek o predavanju garibaldinke na koščke in ga v sramoti izgnala iz lastne hiše.
Kronologija Leskova je zelo približna, ne da se govoriti o dogodkih izpred petindvajsetih let, preprosto zato, ker Jakobijeva tedaj še ni nosila priimka Jakobi, ni bila v Italiji in ni poznala garibaldincev. V Rusijo se ni mogla vrniti pred julijem 1869 in po zapletu zgodbe je Solovjov napisal članek za Andreja Krajevskega, ko Otečestvennye zapiski še niso prešli v roke Nekrasova in Mihaila Saltikova-Ščedrina, torej do leta 1868. Pisateljev sin Andrej Leskov je poročal, da je delo njegovega očeta Dama in nerodnica mogoče šteti za polemiko, lahko je izmišljeno, še najmanj pa za spomine.
Pravo poznanstvo Leskova in Toliverove se je zgodilo leta 1881, deset let po objavi njunih del o Arturju Benniju. Dejstvo, da je Leskov napisal 134 pisem Toliverovi, veliko pove o naravi njunega odnosa, odgovorna pisma niso ohranjena. Ona pa je na straneh svojih publikacij objavila njegove otroške zgodbe Norček (Дурачок, 1891), Koza – Tesnoba duha (Коза — Томленье духа, 1890), Lev starca Gerasima (Лев старца Герасима, 1888). Pravljica Malanja – glava ovna (Маланья — голова баранья) je bila namenjena Igrušečki, napisana kot darilo za hčer Toliverove Vero leta 1888, a tam po pisateljevi smrti ni bila objavljena. In zgodba Dobra mati po pitagorejskih razumevanjih (Добрая мать по пифагорейским понятиям), ki je izšla šele leta 1977 v 87. zvezku Literaturnega nasledstva. Jakobijeva je govorila o literarnih odnosih z Leskovom v obsmrtnici pisatelju na straneh Igrušečke: V spomin na Nikolaja Semjonoviča Leskova (Iz mojih spominov) (Памяти Николая Семёновича Лескова (Из моих воспоминаний))
Poznanstvo se je zgodilo povsem običajno: Toliverova je leta 1881 iskala literarni zaslužek in se s tem vprašanjem obrnila na Tatjano Petrovno Passek, urednico Igrušečke. Ona pa je priporočila nekdanjo garibaldinko Leskovu. Pisateljica je prevzela pobudo in prišla s priporočilnim pismom Passekove Leskovu. Leskov je Toliverovi našel literarno delo in jo povabil, da ga obišče. Jakobijeva se je v svoji obsmrtnici spomnila, da sta se po božiču 1882 začela pogosteje srečevati in vsa svoja nova dela je dala njemu v branje. »Nenehno, včasih celo zelo ostro, mi je dajal komentarje, dajal dobre nasvete. N. S. je bil po naravi izjemno ostra oseba, vendar je to surovost pri njem pogosto zamenjala povsem ženska mehkoba.«
Leskov je sistematično pomagal Toliverovi pri vseh njenih literarnih prizadevanjih. S pisateljem se je zelo tesno spoznala, a hkrati, kot ugotavlja komentator pisem Leskova v enajstih zvezkih Zbranih del pisatelja Jeremija Ajzenštoka: »Peškova-Toliverova je s skrajno neposrednostjo značaja in nezmožnostjo organiziranja zadev – svojih in drugih – skoraj vedno jezila pisatelja. Ohranjena njegova pisma njej (IRLI) so polna razdraženosti in jeze; ta čustva se jasno vidijo tudi v najbolj pomembnih pismih, predstavljenih v tem zvezku. Ostrina v pismih Toliverovi se ni pokazala le v odnosu do tretjih oseb, ampak tudi v odnosu do nje same, do njenih uredniških načrtov: »Ne presenečate me več. Solovjov-N[e]sm[elov] Vam je šel razlagat, da zdaj ni čas, da bi govorili o Levu Tolstoju, a Vi še vedno hitite! [...] S tem kar ste si vtepli v glavo, kar lezete! „Kdor se norčuje iz pleše drugega, mu bodo posiveli lasje.“ Oprostite, to je dober pregovor.«
Pisatelja sta razpravljala ne le o splošnih literarnih vprašanjih (dela Leva Tolstoja in Józefa Kraszewskega), temveč tudi o ozko specializiranih strokovnih vprašanjih. Tako je Leskov pisal Toliverovi o spremembi literarnih besedil za otroške publikacije v pismu z dne 28. junija 1883, v katerem je razpravljal o pojmih »otročje« in »neotročje«. Korespondenca s Toliverovo pomaga razumeti, kako je pisatelj delal na rokopisu zgodbe Lev starca Gerasima: »... Ne morem obljubiti, kdaj bom dal to zgodbo, ampak jo bom dal samo jaz.« »Zgodbo sem napisal „poleg“ in jo dal ležati in umiriti se, ob dobri uri pa jo bom napisal „počez“, potem pa jo bom dal prepisati patru Petru in obvestil Vero [...] Zgodba se imenuje Lev starca Gerasima. »Besedi „svetega“ se je treba izogibati, in naj bo samo „starec“.« »Ne čutim nič sovražnega do Vas, sem v miru in ljubezni do vseh.« »Pošiljam Vam zgodbo. Včeraj sva jo prebrala z Repinom in bila zadovoljna z njo. Sliko boste imeli čez dva tedna.« Kot je razvidno iz pisma, je Leskov domneval, da je eden od bralcev prihodnje zgodbe mladoletna hči Toliverove Vera, kasneje Čoglokova.
Sin Nikolaja Leskova, Andrej Leskov, je dolgo osebno opazoval ne le literarne, ampak tudi prijateljske, »domače« odnose med pisateljem in pisateljico: oba pisatelja sta živela v Sankt Peterburgu, Toliverova, kot družinska prijateljica, je bila pogosta gostja Leskovih; oba pisatelja je odlikovala včasih komična različnost likov. Sam Andrej Leskov je dobro poznal Jakobijevo in njene otroke, zapustil je podrobne spomine o odnosih med njemu bližnjima človekoma, medtem ko ni opravičil niti svojega očeta niti Jakobijeve. Tako je v svojih spominih navedel epizodo, v kateri je iznajdljiva, po njegovih besedah, Toliverova razmišljala, da bi poiskala pokroviteljstvo pri ministru za šolstvo Ivanu Deljanovu prek Nikolaja Leskova, ki ga je Deljanov sam malo pred tem razrešil z Ministrstva za javno šolstvo. Ob neki drugi priložnosti je sočutna in vseprisotna Toliverova prosila Leskova, naj zagovarja neko neznano dekle. Nikolaj Leskov je začel svoje ostro pismo z očitki Toliverove ob tej priložnosti z besedami »neusmiljena Aleksandra Nikolajevna« in nadaljeval z jeznimi pripombami »hočete me uporabiti kot služabnika dekleta, ki je tako pametno, da začne s samooglaševanjem ...« itd.
Med pisateljema je nastalo veliko trenj o dvoumnem položaju učenke Nikolaja Leskova Varvare Doline, ki jo je pisatelj leta 1883 pri štirih letih odnesel k sebi domov od njene disfunkcionalne matere. Leta 1892 je Leskov starejši izenačil Varjo v dednih pravicah z lastno hčerko in sinom. Andrej Leskov, je kot odgovor na vrstice Toliverove v obsmrtnici Nikolaju Leskovu polemično zapisal, da se Jakobijeva ni čisto iskreno zavzela za pisateljevo usmiljenje do tega dekleta: »Spomnim se, kako jo je božal in s kakšno ljubeznijo pokazal njeno rožnato obleko, v kateri so jo pripeljali k njemu, in kako je hrepenel po njej, ko so ga leta 1884 zdravniki poslali v Marienbad.« V resnici sploh ni odobravala pisateljevega čudnega dejanja, vztrajala je pri pravicah njene matere, da je treba deklico poslati v sirotišnico, izognila se je zahtevam Leskova, naj skrbi za »siroto« v času njegove odsotnosti v Sankt Peterburgu in preprosto osebno ni marala Varje Doline, zaradi česar je bila večkrat izpostavljena tako imenovanemu »naprezanju« s strani Nikolaja Leskova. »Sama Al. Nik. Peškova je ni mogla prenašati in vsa ta maziljenost je njena običajna, niti iskrena sentimentalnost ...«, je v zasebnem pismu zapisal Andrej Leskov.
V pisateljevih pismih je ton do Toliverove postal jedek: »Prosim vas, da skrbite zanjo [Varja], kot je previdnost poskrbela za Lido, Varja pa je bolj nesrečna kot Lida, ker ima na žalost mater, na strani katere je zakon in Aleksandra Nikolajevna [Toliverova],« je Nikolaj Leskov pisal O. A. Jelšini. »Kaj počne naša Aleksandra Nikolajevna? Ali je vse vedno tako revno in vleče dušo s svojo malodušnostjo ... Žalostna, nesrečna, a trmasta in neumna ženska, ki ji nihče na svetu ne more pomagati,« je pisal isti Jelšini.
Prepir je bil pozabljen v času objave zgodbe Leskova Lev starca Gerasima v reviji Toliverove. Andrej Leskov, ki ni odobraval očetove čudne navezanosti na zunanje dekle, je primerjal Varjo Dolino z otroki Jakobijeve in drugimi prijatelji doma in pri njej ni našel njenih zaslug. Naslednji konflikt med pisateljema je nastal leta 1894, ko je Toliverova poskušala natisniti portret Nikolaja Leskova v svojem dnevniku kot enega od svojih »prijateljev iz otroštva«. Zaradi navzven nepomembnega razloga je Nikolaj Leskov, jezen zaradi nepopustljivosti pisateljice do Varje in njene matere, napadel Jakobijevo z jeznim pismom: »Ker ste izrazili namero, da moj portret natisnete med „prijatelje otroštva“, potem sem dolžan povedati, da bi bilo to komaj primerno. Do otrok, od katerih prihaja cela množica slabih in nezmernih ljudi, ki korenijo in krepijo nesreče človeškega življenja, nimam posebnih čustev. Zato ne želim, da bi me imenovali „prijatelj otrok“ – bitja, ki se niso izrazila v ničemer dobrem.« To je morala prestati tudi potrpežljiva ženska, a po smrti Nikolaja Leskova je trmasta pisateljica poleg njegove obsmrtnice kljub temu njegov portret postavila med »prijatelje iz otroštva« revije Igrušečka (glej fotografijo na levi).
Toda takoj, ko se je pokazala najmanjša grožnja zdravju sina Andreja, je bil samski pisatelj takoj pripravljen pozabiti na svoje zamere in epitete »topoglava«, »patetična«; pisal je zapiske, v katerih je prosil Toliverovo, naj pride v njihovo hišo, da se z njo posvetuje o zdravju svojega sina. Za kratek čas je bil vzpostavljen mir med prijateljema. Starejši kot je postajal Nikolaj Leskov, bolj je bil razdražljiv, nestrpen in nezmeren v odnosu do Jakobijeve. Če jo je prej imenoval »neusmiljena«, jo je ob koncu svojega življenja nagovarjal z »vaša velika neumnost«, revijo Igrušečka pa je imenoval Ljagušečka [Žabica]. Jezil ga je spontan, nepredvidljiv način njenega življenja, način založniškega poslovanja, ki je povzročil ostre očitke pisateljice. »Potreboval je njeno izjemno nežnost in prizanesljivost, da jih ni le prenašal, ampak tudi krotko še naprej vzdrževal odnose, ki so postajali zelo ostri,« je o tem dramatičnem obdobju v očetovem življenju zapisal Andrej Leskov.
Andrej Leskov je v tragikomičnih tonih opisal eno srečanje pisatelja in pisateljice leta 1891. Leskova starejšega so motili predvsem ženski vzkliki o njegovem senilnem, slabotnem videzu. Zlasti Toliverova je bila v tem pogledu boljša od drugih dam in je bolnemu pisatelju s posebno vztrajnostjo poudarjala njegov domnevno odličen videz, kar mu je povzročilo dodatno fizično in moralno trpljenje. »Njeno neustavljivo, kljub vsem opozorilom in prošnjam, občudovanje „izgleda„ Leskova je takoj povzročilo živčno tesnobo na njegovem gibljivem obrazu, s katerega je ušel nasmeh, njegova lica so postala zemeljska, oči so gledale nekam mimo prisotnih. Toda navdušena gostja, ki ni opazila opozorilnih pogledov, usmerjenih nanjo, ni popustila.« Kljub vsem očitnim znakom napada angine pektoris iznajdljiva pisateljica ni opazila, kaj se dogaja okrog nje:
Leskov je začel osvobajati vrat iz mehkega ovratnika srajce, »surova« rebra so mu zlovešče dvignila njegove že tresoče se prsi ... V kuhinjo so neopazono posredovali navodila naj vnaprej pripravijo razgreto kanforko ali opeko za vlaženje z zračnimi hlapi, ki bi jih iz minute v minuto morda potrebovali, glino, zmečkano v mrzli vodi za prsi in levo podlaket, ter brisače, stisnjene v vreli vodi za roke. V spalnici, na mizi poleg postelje, so bili na videz predstavljeni alkohol, kapljice ... 

Odkrito ogorčeni pogledi so že bili vrženi v neuklonljivo ropotuljo, ki je povzročila vse strahove, in je uživala odlično zdravje. V sveti nedolžnosti jih še naprej ni opazila ...— Andrej Leskov
Bolnega pisatelja so hitro odpeljali od »neustavljive« Toliverove, Toliverova, ki se je končno zavedla prepozno, pa se je krivo ozrla naokrog in okrog sebe naletela na hudo obsodbo zaradi svoje zgovornosti. Čez nekaj časa se je pisatelj vrnil v goste in Toliverova je prinesla zapoznela, nejasna opravičila, ki jih je Nikolaj Leskov ustavil s tiho kretnjo. Na koncu je počasi rekel: »Povejte, kaj vas briga moj „izgled“? Četrtnik in pristav dovolj skrbita zanj! Ali res ni nič zanimivejšega za pogovor kot moj „izgled“? In ali ne veste, da v hiši obešenega ne govorijo o vrvi, ob obisku osebe, ki trpi za tako hudo boleznijo, kot je moja, pa je treba biti previden, ko se govori o njegovem zdravju, saj je najbolj razumno in velikodušno, da se ga naj sploh ne dotakne ...«
Andrej Leskov je po Ajzenštokovih besedah lahko pustil tako izrazit komentar, ker ni bil ravnodušen do ljudi, ki so mu bili dragi. Še en pridih zgodovine odnosov med Nikolajem Leskovom in Peškovo-Toliverovo je podan v 101. zvezku Literaturnega nasledstva Leskova. Govor je o anonimnih kritikah Nikolaja Leskova v letih 1885–1886 v časopisu Peterburgskaja gazeta Sergeja Hudekova. Toliverova je pisatelja pogosto pritegnila k urejanju svojih zadev. Tako je moral Nikolaj Leskov na njeno željo napisati ugodne ocene za komercialne publikacije, ki jih je objavila, in s tem prispevati k njihovi uspešni prodaji. Pisatelj je ugodil prošnji prijateljice, vendar je to storil na edinstven leskovski način, tako da so bile pohvale njenih knjig videti zelo dvoumne, v sebi so poosebljale skrito razdraženost zaradi dejavnosti nepraktične založnice.
V recenziji z naslovom »Skromna in postna miza ...«, ur. Tjufjajeva, je pisatelj oglaševal ponatis kuharske knjige Toliverove Kuharica za mlade gospodinje. Postna in skromna »domača miza«. Knjiga je bila prvič objavljena leta 1880. Običajni oglas za kuharsko knjigo, ki jo je napisal Leskov, se je gladko prelil v osebno oceno same Toliverove: »... Gospa Tjufjajeva v tej svoji knjigi popolnoma pooseblja tisto lagodno gospodinjo »dobrohotnico«, ki sledi povsod, vse vidi, vse ve, vse zna urediti in skuša pomagati vsakemu.« Vendar se pisatelj ni ustavil pri teh dvoumnih poklonih, temveč je prešel na objavo nepraktičnosti, ki ga je razjezila, kar se je tokrat pokazalo v pogostih spremembah priimka Jakobijeve:
Obžalujemo le eno stvar in menimo, da je nepraktična, da se oseba, ki daje javnosti tako dobre praktične publikacije, ne drži nobenega psevdonima, ampak je vse pod novimi. Takoj, ko pozornost javnosti usvoji ime »Jakobi«, se pojavi »Toliverova«, se preprosto navadijo na zvok »Toliverova«, obstaja »Salnikova-Toliverova« ali »Vorotilina-Tjufjajeva-Toliverova«. Na ta način je zagotovo mogoče zmotiti kupca, da se ne more niti spomniti, koga potrebuje [...] Zdelo bi se že davno, da je čas vse te ulomke spraviti na en imenovalec.
V anonimnem kratkem časopisnem članku Novoletne poljske vrane in lastovke (Новогодние грачи и ласточки) leta 1885 je Nikolaj Leskov pregledal novoletne koledarje, ki so šli v prodajo. Tu je njegovo pozornost spet pritegnil psevdonim Jakobijeve: »bolj pustolovski s peresom in večjega telesa,« „velikooki“ koledar gospe Toliverove. Sam si je že prislužil vzdevek: „Ali je pravi koledar ...“ – Druge pohvale mu ne morete reči.« Pisatelj je svojo recenzijo predstavil uredniku in založniku Sergeju Hudekovu takole: »Ne zavrnite usmiljenja literarni vdovi, ki hrani literarne sirote iz svojega koledarja. To je seveda reklama, vendar ne vsebuje nobene malomarne pohvale, posplošene in zglajene s spodobno šalo – gre za „koledar“ gospe Jakobi (tudi Toliverove)«.
Leto pozneje je Toliverova izdala še en dnevniški koledar, ki se je imenoval Za vsak dan (На каждый день), Leskov pa ga je bil znova prisiljen pregledati v Peterburgskaji gazeti. V nepodpisanem članku Posodobitve koledarja (Календарные обновы) decembra 1886 je s slabo prikritim razdraženjem zapisal, da ima »gospodinjska knjiga« Toliverove popolnoma enako ime kot zbirka filozofskih izrekov grofa Modesta Korfa, privrženca lorda Radstocka. Korf je bil predmet posmeha Nikolaja Leskova zaradi svojega načina »oglaševanja vere«. Primerjava s Korfom je bila za Toliverovo očitno neugodna, zato je Leskov vstopil v dolgo razlago o primerjavi knjig Korfa in Toliverove, da bi odpravil nerodnost takšne primerjave, vendar je bila ta razlaga videti zelo jedka: »Korfov dnevnik je bil objavljena za tiste, ki „še nimajo mesta prebivališča“, a iščejo prihajajoče mesto«, dnevnik ge. Toliverove pa je izšel za tiste, ki „ko so se pojavili kot žena, skrbijo za posvetne stvari, kako ugoditi svoji ženi,“ se pravi, skušajo smiselno, temeljito in priročno živeti v svojem domačem življenju. Vsak naj išče svoje, kar je za nekoga „vsak dan“ potrebneje«.
Memoaristka Margarita Jamščikova (Altajev) je ironično pripovedovala o nekakšnem občudovanju Nikolaja Leskova v uredništvu Igrušečke. Takoj, ko je častitljivi pisatelj prišel v uredništvo, so literarne dame, ki so v glavnem sestavljale uredništvo revije, dvignile neverjetno razburjenje in skušale čim bolj slovesno srečati častnega gosta. Jakobijeva se je v takih primerih obnašala napol krivo, napol posmehljivo, saj je bila kot gostiteljica dolžna skrbeti ne le za močan čaj, ampak tudi za drago vino ali konjak, kar so ji literarne dame jasno povedale, ampak za kar preprosto ni imela sredstev. Zaradi tega vulgarnega vrveža, klepetanja in ničvrednih težav okrog njegove osebe se je Nikolaj Leskov proti svoji volji začel zdeti narcističen.
Komentatorji spominov Andreja Leskova menijo, da so kljub začasnim nesporazumom, ki so se včasih razplamteli med Nikolajem Leskovom in Toliverovo, bili med njima na splošno prijateljski odnosi. Pisateljica je s potrpežljivostjo in popustljivostjo prenašala težak značaj častitljivega pisatelja. Na pogrebu Nikolaja Leskova Peškove-Toliverove ni bilo.

### Anatolij Koni
Jakobijeva je leta 1871 spoznala Anatolija Konija, prijateljski odnosi slavnega odvetnika in pisateljice so se včasih nadaljevali z dolgimi premori 47 let. Spomini na ta leta so bili osnova Konijevega poročila o Toliverovi, ki ga je prebral v Leningrajskem gledališkem društvu. Poročilo ni bilo objavljeno v času njegovega življenja in je bilo prvič objavljeno v sedmem zvezku njegovih Zbranih del leta 1969. Poročilo se je imenovalo Neopažena smrt uglednega človeka (Незамеченная смерть заметного человека) – tako kot podnaslov obsmrtnice Marije Bezobrazove, ki jo je deset let prej napisala sama Toliverova: V spomin na M. V. Bezobrazovo: (Neopažena smrt uglednega človeka).
Po Konijevih spominih delavnost in ustvarjalna energija Toliverove s starostjo nista oslabili. Koni je pozitivno ocenil njeno delovanje kot urednice revij Igrušečka in Dlja maljutok, vendar je obžaloval, da ni premagala pedagoško napačne, po njegovem mnenju, tradicije vzgoje otrok v jeziku basni, »katerih pomen in zaključek sta razumljiva samo odraslim, – basni, polne slik zmage krutosti, trikov in prevar. Toliverovo je zelo zanimala otroška literatura, za seboj je pustila rokopisno razpravo o vplivu branja knjig na vzgojo otrok. Svoje zaključke je ob tem podkrepila s sklicevanjem na mnenja Marka Avrelija, Arthurja Schopenhauerja in Ralpha Emersona. Po Konijevih besedah se ni omejila na preučevanje zahtev le za otroško literaturo, ampak se je obrnila tudi na starše z navodili in razlagami, kako otrokom pravilno vzgajati ljubezen do branja. Temu cilju je služila revija Toliverove Na pomoščь materjam.
Po Konijevih besedah se je močno zanimala za delo italijanskega igralca Ernesta Rossija. V reviji Pčela mu je leta 1877 posvetila dolg članek, kjer je podrobno opisala njegov način igranja, predvsem v Shakespearovih tragedijah. Pisateljica je poročala o podrobnostih poslovilne večerje v čast umetnika, ki so jo pripravili po njegovi turneji v Sankt Peterburgu. Njen arhiv vsebuje portrete in fotografije Rossija z njegovimi posvetilnimi napisi, kjer Toliverovo imenuje za svojega najdražjega prijatelja (»mia piu cara arnica«). Ko se je Koni seznanil s spomini Toliverove o Franzu Lisztu, je njihovo vsebino posredoval občinstvu Leningrajskega gledališkega društva. Jakobijeva je spoznala Liszta v salonu nemške pisateljice Marie Schwartz, kjer je slišala igro sijajnega virtuoznega pianista. Ta igra je nanjo naredila neizbrisen vtis. Memoaristka se je spomnila tudi pogovora madžarskega skladatelja z njo. Po njenem spominu se njegovi izvirni in svobodni pogledi na javna vprašanja nekoliko niso ujemali z zunanjim videzom katoliškega opata.
Med drugimi dokumenti Toliverove so Konijevo pozornost pritegnili osnutki njenih pisem Alekseju Suvorinu v zvezi s praznovanjem petdesetletnice literarne dejavnosti urednika Novega vremja leta 1909. Čestitala je Suvorinu za obletnico, ni pa želela biti osebno prisotna na slavnostni večerji v Plemiškem zboru, saj je svoje načelno stališče pojasnila takole:
Na zboru pri večerji bodo govorili mnogi in marsikaj, a ne bom skrivala, da malo verjamem v te javne izlive... [...] Tisti veličastni čas mi je drag, ko je množica nič manj številna, sledila nam vsem – ljudem tistega časa – dragem in briljantnem »Tujcu«. Se spomnite te množice. Bila je drugačna. Njena ljubezen do Vas je bila nesebična. Tedaj navsezadnje niste zasedali svojega sedanjega položaja. Tedaj ste bili le skromen »Tujec« in bili ste ljubljeni samo zaradi sebe. Ja, to so bila veličastna leta s svojo strogo nepodkupljivostjo, s svojo strastno vero v boljšo prihodnost. [...] Ko berem o pripravah na Vašo obletnico, sem miselno blizu vas, vendar ne v Plemiškem zboru, ampak na Vasiljevskem otoku, v majhnem revnem stanovanju A. G. Markozove, kjer smo se leta 1871 srečali z Vami. – In v tem lepem času, kot da bi bili živi, stojite pred mano ...— Anatolij Koni
Toda dejavnosti Toliverove, kot je opozoril Koni, niso bile omejene na literarno in pedagoško delo: poleg sodelovanja v Ruskem ženskem vzajemno-dobrodelnem društvu jo je zanimal psihološki vidik nekaterih kazenskih sojenj. Koni je kot odvetnik edini opazil ta vidik njenega vsestranskega delovanja. Na tak sklep je memoarist prišel na podlagi njenega rokopisa Nekaj pripomb avtorju »Chopinovega preludija« (Несколько замечаний автору „Прелюдии Шопена“) – Levu Lvoviču Tolstoju, sinu Leva Nikolajeviča Tolstoja – in njenega članka Kaj je mogoče pričakovati od pravih očetov (Что можно ожидать от настоящих отцов) o zločinskem primeru Karla Landsberga, ki je Fjodorja Dostojevskega zanimal za delo na Bratih Karamazovih. Članek je posvečen vplivu vojn na deformacijo pravne zavesti ljudi v kasnejšem mirnem času. Toliverova je zapisala, da dejavno sodelovanje v vojaških spopadih, spodbujano z državnimi častmi in nagradami, prispeva k dehumanizaciji posameznika, prebujanju krutosti, nizkih nagonov, ki zatirajo človečnost, sočutje, usmiljenje. Ljudje z nizkim etičnim statusom, ki so v vojni okusili zlo, bodo v miru lažje prestopili mejo protipravnega na poti do določenih življenjskih koristi, medtem ko bodo iskali izgovor zase v težki vojaški preteklosti, na katero jih je obsodila država.
Karl Landsberg je bil junak kolonialne kampanje generala Mihaila Skobeljeva v Srednjo Azijo in udeleženec rusko-turške vojne (1877–1878). Ko se je vrnil iz vojne, je ubil oderuha, ki ga je zasledoval, v zagovoru na sojenju pa je trdil, da je imel, ker so ga vzgojili za ubijanje nedolžnih ljudi v vojni, še toliko večjo pravico ubiti škodljivega, z njegovega vidika, človeka v mirnem času. Hkrati Landsberg ni izhajal iz družbenih nižjih slojev, neobčutljivih za moralna vprašanja, ampak je bil človek z junaško preteklostjo, zaznamovano z vladnimi nagradami.
Ko je govoril o osebnih lastnostih Toliverove, je Koni zapisal, da jo je lahko »zelo prevzelo zaupanje v ljudi – zaradi česar ji je Leskov pogosto jezno očital v pismih – ona je večkrat v življenju doživela hude moralne pretrese.« Toda vedno je našla ozdravitev od teh svetovnih pretresov v raznoliki in vsestranski družbeni in literarni dejavnosti, ki ji je posvetila vso svojo razburkano naravo. Patos njenega dela je bil usmerjen v družbeni razvoj, napredek na področju ženske emancipacije, služenje književnosti in pedagogike. Koni je s sočutjem okarakteriziral njeno osebnost in je govoril o njeni namenskosti, pri čemer je uporabil francoski pregovor »quand même et malgrė tout«. »Na dobrohotne očitke nekaterih, ki so jo poznali, v pretirani naglici in težavah,« je zaključil Koni: »je, ko gre v grob, stara 76 let, in bi lahko ob pogledu na svojo delovno življenje rekla: „V svojih težnjah in željah sem vedno sledila zapovedi slavnega človekoljuba doktorja Haassa: »Pohitite delati dobro«“«.

### Al. Altajev
Margarita Jamščikova (psevdonim Al. Altajev) je na Jakobijevo pustila podrobne spomine, ki so sestavljali celo poglavje Šestdesetnica (Шестидесятница) v njeni knjigi spominov Nepozabna srečanja (Памятные встречи), ki je izšla leta 1946 in ponovno izdana v letih 1955, 1957 in 1959. Kljub številnim napakam in netočnostim so njeni spomini dragoceno gradivo za biografijo Jakobijeve. Memoaristka se je s Toliverovo srečala v uredništvu Igrušečke' decembra 1889. Kot je priznala, ji je bila Jakobijeva in njena družina všeč, navdušena je bila nad dobrohotnim vzdušjem v reviji Igrušečka, kjer je Jamščikova, mlada, sedemnajstletna pisateljica, urednici prinesla svoje drugo delo – pravljico Metulj in sonce (Бабочка и солнце). Po njenem mnenju je bila urednica Igrušečke prijazna, ljubeča, nenavadno očarljiva ženska.
Pred obiskom Toliverove je bilo srečanje med Jamščikovo in Viktorjem Ostrogorskim, ki je Jakobijevi tudi napisal priporočilno pismo za bodočo zgodovinsko romanistko. Novinar-učitelj ji je povedal o neverjetni biografiji Toliverove, zlasti o strani spominov Nikolaja Šelgunova v Knižkah »Nedeli« Pavla Gajdeburova (pravzaprav v Russkoj mysli Viktorja Golceva), posvečeni reševanju Jakobijeve Garibaldijevega pribočnika. Ostrogorski jo je priporočil kot prijateljico žensk in mladosti in prosil naj bo pozorna na številne italijanske relikvije v hiši nekdanje garibaldke: rdečo prekrvavljeno srajco, suho limono na mizi, prineseno iz Italije, itd. Ostrogorski je Jamščikovi povedal o izvoru psevdonima »Toliverova« iz imen njenih otrok Tolje in Vere. Memoaristka je prenesla navdušen, a nekoliko zmeden monolog Viktorja Ostrogotskega o Jakobijevi: »Zdaj je stara približno petdeset let, vendar je še vedno zelo dobra, prej pa se je zgodilo, spomnim se, da so v gledališču strmeli vsi binokli. Niso gledali na oder toliko kot na to samo garibaldinko. Tukaj vam povem kakšna pojava je bila! Je zagovornica enakosti žensk. Koliko nas norcev je znorelo od tega! In koliko teh norcev ne zna pravilno ceniti tega bisera.«
Jamščikova je opisala svoj prvi vtis bivanja s Toliverovo v uredništvu. Urednice še ni bilo v pisarni, zato je memoaristka začela preučevati njen portret Vasilija Vereščagina, ki je visel na steni. Na portretu je umetnik upodobil Jakobijevo pri petindvajsetih, še vedno pa so bile vidne preostale poteze otroške spontanosti, mehkobe in nežnosti. Jamščikova je menila, da je občudovanje, ki ga je v njej vzbudila osebnost Jakobijeve, doživel tudi Vereščagin, ko je ustvarjal portret. Po njenem mnenju je čutil, »kot vsakdo, ki je prišel v stik s to žensko, vso njeno ne le zunanjo, ampak tudi duhovno lepoto.« Jamščikova je pustila poetično vzvišen opis portreta Jakobijeve Vereščagina: »Nad vsem kraljuje lep ženski obraz, ki gleda iz okvirja, kot da bi bil živ, s svojimi jasnimi modrimi očmi, v avreoli svilnatih kostanjevih las, lepotica, a tako preprosta, jasna, z otroškim izrazom srčkanih ustnic, z izklesanimi rokami, mirno zloženimi na širokem krilu stare obleke, ki so jo nosili v šestdesetih letih.«
Od opisa portreta mlade Jakobijeve je memoaristka nadaljevala z opisom zunanje podobe zrele Toliverove, ko se je pojavila v sprejemni pisarni Igrušečke na Ulici Sergijevskaja (prav tam, poleg pisarne uredništva, je bilo stanovanje same založnice): »V sobo je prišla polna, lepa dama, ne več prve mladosti, ampak sveža, odlično ohranjena.« Jamščikova je povedala, kako hitro je postala tesna prijateljica Toliverove, spoznala njene otroke. Poleg same Jakobijeve so z njo živeli njen sin Tolja, ki je tedaj nosil uniformo prostovoljca, hčerki Vera in Nadja. Nadja je bila po besedah Jamščikove stara osem let, Vera pa enajst. To je v nasprotju s tem, kar o datumu Verinega rojstva poročajo v sodobnih, kot tudi akademskih virih, kjer označujejo letnico njenega rojstva 1882, zato to časovno sovpada s trenutkom psevdonima Jakobijeve »Toliverova«, ki se je pojavil ravno leta 1878.
Najstarejši sin je živel stran od matere in Jamščikova o njem ni povedala ničesar, razen da je zgodaj umrl. Sinova Jakobijeve nista bila uspešna – zgodaj je umrl tudi sin Tolja, ki je umrl zaradi pljučne tuberkuloze dobesedno v materinem naročju. Tolja je bil po besedah Jamščikove neizrazit mladenič, ki ni imel vpliva na svojo mlajšo sestro. Toda v času, ko je Jamščikova spoznala Toliverovo in njene otroke, ni nič napovedovalo zgodnje smrti njenega drugega sina. Memoaristka je priznala, da se je tudi sama rada igrala s čudovitima hčerkama Jakobijeve, od katerih ni bila veliko starejša. Tolja se je včasih pridružil igram treh deklet, nato pa so otroške igre postale preveč živahne in hrupne, tako da je bil Jefim, tajnik Toliverove, sel in vzgojitelj v eni osebi, prisiljen pomiriti otroke. Mlajši hčerki sta ostali materi v oporo in tolažbo do konca njenih dni.
Jamščikova je poročala o nekaterih podrobnostih zadnje poroke Toliverove. V zgodnjih 1890-ih je bil v prestolnici zelo priljubljen mladi amurski kozak Dimitrij Peškov (Jamščikova ga je napačno imenovala uralski častnik – očitno je zamenjala amurski Blagoveščensk in Blagoveščensk v Ufimski guberniji), znan po tem, da je na svojem konju prišel sam z bregov Amurja v Sankt Peterburg. Jakobijevo je mladi junak prevzel, živo je razpravljala o vojaških in konjerejskih vidikih tega potovanja, ki se v očeh Jamščikove nikakor ni ujemala z njeno vlogo urednice otroške revije. Toda Jakobijeva je bila po spominu memoaristke naklonjena vsemu nenavadnemu. Kozaški stotnik pa, ko je zagledal lepo sanktpeterburško damo, ki je zavzemala pomembno mesto med sanktpeterburško inteligenco, se je začel zanimati za Jakobijevo in postal njen mož. Toliverova je navdušeno govorila o novem izbrancu, o njegovi neverjetni poštenosti, predanosti, neposrednosti značaja, trdem delu itd.
Postopoma se je začela zavedati, da z novim možem častnikom nima nič skupnega. Vso svojo osebno naklonjenost je končno prenesla na svoje otroke, vendar se v osebno življenje ni umaknila, ampak je našla nov klic, saj je le uredniško delo daleč v celoti duhovno zadovoljilo njeno dejavno naravo. Njena nova navezanost je bila ustanovitev Vzajemno-dobrodelnega društva. Zaradi njega je celo opustila uredniške posle, tako da se je blagajna revije vse bolj praznila.
Leta 1897 je literarna skupnost praznovala tridesetletnico ustvarjalne dejavnosti Toliverove. Sama Toliverova v svoji skromnosti ni prevzela nobenih slovesnih dogodkov, ampak je priredila obletnico Jamščikove (vodila je oddelek za leposlovje revije) in njenega prijatelja Aleksandra Nečajeva (znanstvenika naravoslovca, vodje znanstvenega oddelka v reviji Toliverove), da bi Igrušečko izvlekla iz finančnih težav. Mladi so se lotili sestavljanja pisne spomenice in zbiranja podpisov zanjo. Spomenico so podpisali: Vasilij Avenarius, Peter Kapterjev, Klavdija Lukaševič, Nikolaj Karazin, Ivan Gorbunov-Posadov, Vasilij Nemirovič-Dančenko, Peter Vejnberg, Tatjana Ščepkina-Kupernik, Kazimir Barancevič, Mihail Albov, Pavel Zasodimski, Ivan Bunin, Dimitrij Mihalovski. Dimitrij Mamin-Sibirjak jo je podpisal z godrnjanjem. Spomin je ponovno zatajil Jamšikovi in med tistimi, ki so podpisali spomenico Peškovi-Toliverovi, je navedla tudi do tedaj že umrlega Nikolaja Leskova.
Obletnico pisateljice so praznovali v restavraciji »Malyj Jaroslavec«, pred njo pa je bila otroška matineja v mestni dumi v Sankt Peterburgu. Na večerji ob obletnici je Peškova-Toliverova prebrala svojo neuspešno izbrano zgodbo in je nihče ni poslušal. Viktor Ostrogorski, ki je bil na večerji odsoten, je obžaloval, da je morala Jakobijeva prebrati odlomek spominov nanjo Nikolaja Šelgunova Iz preteklosti in sedanjosti, posvečen epizodi reševanja Garibaldijevega pribočnika iz rimskega zapora.
Jamščikova je videla razloge za tesno prijateljstvo s Peškovo-Toliverovo v podobnosti njunih usod. Obe ženski sta v osebnem življenju doživeli podobno dramo – odhod njunih možev, obe sta se bali, da jima bo nekdanji mož vzel hčer. »Razumem vas, – je rekla Toliverova Jamsščikovi, ko je ta prišla k starejši prijateljici, da bi za noč pri njej pustila svojo mladoletno hčer Ljudmilo, – vem, da so napake, ki jih narekuje mladost, srce in ne hladna preračunljivost, – legitimne napake. Hladna računica – to je tisto, kar obsojam, to mi je vedno tuje ... Vi ste mati in jaz sem – mati, in, ko skrivate svojega otroka, se spomnim tistega strašnega časa, ko sem morala tako kot vi skrivati mojo Veročko.«
Drama se je odigrala v času, ko je bila Vera stara tri leta, torej po kronologiji Jamščikove okoli leta 1881. Od otroštva je bila Vera prikupno dekle in očetu je bila všeč, kot pravi Toliverova, kot igrača. V trenutku razkritja je Jakobijeva povedala memoaristki zgodbo o svoji strastni ljubezni do Verinega očeta, katerega imena Jamščikova ni objavila v tisku. V sovjetskih akademskih virih je polno ime hčerke Toliverove navedeno kot Vera Sergejevna Tjufjajeva (poročena Passek in Čoglokova). Razlog za ohlajanje Verinega očeta do Toliverove je bil po besedah Jamščikove njegov karierizem in denarna preračunljivost. Ko je zapustil družino, je bila najmlajša hči Nadja še dojenček. Toda, ko je zapustil družino, se oče deklet ni mogel ločiti od Vere, zato je poskusil ukrasti svojo ljubljeno hčer nekdanji ženi. Vrhunec prepada je bilo materino zasledovanje hčerke. Jakobijeva je dohitela Verinega ugrabitelja, ki jo je zapuščal v taksiju, se oprijela konja, obesila na gredi in ubežnika ustavila. Konj jo je po vztrajnosti še nekaj časa vlekel po ulici in celoten prizor z zasledovanjem nezvestega moža, vrnitvijo hčerke in čudežnim reševanjem poškodbe iz konjske vprege se ji je kasneje zdel nekako neverjeten.
Kasneje je Jamščikova ohranila odnos s hčerko Peškove-Toliverove, Vero Čoglokovo, od katere je izvedela za obstoj rimskih dnevnikov Jakobijeve. Delno jih je objavila Jamščikova v knjigi Nepozabna srečanja. Umetniška pripoved epizode s pobegom Luigija Castellazza iz rimskega zapora, ki jo je mojstrsko napisala Jamščikova, je zasedla mesto v poglavju Šestdesetnica in so jo kasneje reproducirali številni avtorji. Bistvo zgodbe je, da je bila smrtna obsodba, ki so jo izrekli Luigiju Castellazzu, potrjena – imel je dva dni življenja. Jakobijeva je prosila poveljnika zapora, naj ji dovoli zadnje srečanje z njenim namišljenim zaročencem – Castellazzom – in je dobila odgovor: »Pojdi, zdaj te bodo odpeljali k zaporniku, vendar le za deset minut«.
Ko je slišala to zgodbo iz ust Viktorja Ostrogorskega, je bila Jamščikova zbegana, zakaj je Garibaldi izbral Jakobijevo in ne drugega pomočnika, na kar je prejela odgovor – Garibaldi je osebno poznal in zelo cenil pogumno Rusinjo, ni bilo niti ene pogumne osebe, ki bi ji lahko zaupal in, ki bi lahko poslala načrt pobega v zapor. Sama Toliverova je v svojih spominih na Garibaldija zapisala, da ga je spoznala šele pet let pozneje, leta 1872, na otoku Caprera. Poleg tega je bila Jamščikova zbegana, zakaj ji Jakobijeva v 29 letih njunega prijateljstva nikoli ni pokazala slavnega Garibaldijevega pisma, molčala pa je tudi o tem, da je vodila dnevnik od leta 1862 do 1874.
Iz neznanega razloga je Jamščikova, ne da bi objavila strani dnevnika Jakobijeve o Garibaldijevi dodelitvi in njenem obisku zapora, kljub temu objavila druga pomembna sporočila o italijanskem obdobju njenega življenja. »Prinesli so mi dovoljenje, da obiščem garibaldince v bolnišnici S. Anofrio. Tako sem od 14. novembra [1867] do 15. januarja [1868] skoraj nenehno obiskovala bolnišnici S. Anofrio ali S. Agata,« je zapisala Jakobijeva. Objavljeni zapisi vsebujejo strani o srečanju z Arturjem Bennijem in njegovi smrti: »30. decembra so Bennija pokopali na Festanu. Na pogrebu so bili: jaz, Kopteva, m-lle Pelis in m-me Schwarz. Pri m-me Schwarz sem spoznala Liszta... Od nje sem za spomin prejela odlično zapestnico z napisom „Memor mei – felix esto“«. Tudi organizacijo Bennijevega pogreba je prevzel Jakobijeva.
Strani spominov Jamščikove vsebujejo obtožbo Toliverove o zaroti rimskih zdravnikov z jezuiti proti bolnim in ranjenim garibaldincem. Po njenih besedah so bili medicinski inštrumenti številnih papeških kirurgov namerno zastrupljeni. »Jezuiti so se prebili v vse ustanove in organizacije in neusmiljeno iztrebljali revolucionarje. [...] Vse je bilo delo papeža in jezuitov. Igrali so zlobno vlogo v garibaldijskem gibanju.« V tem je našla razlago za dejstvo, da so bolniki, ki so začenjali okrevati brez očitnega razloga, začeli slabeti in umirati pred njihovimi očmi. Vse rimske bolnišnice so bile napolnjene z ranjenimi uporniki, medicinskega osebja je bilo premalo, a vsa prizadevanja medicinskih sester, da bi bolnike izvlekle, so naletela na nasprotovanje jezuitov – če je bolan prostovoljec zavrnil spoved kapucinskega meniha, ga je čakala težka usoda. Na podlagi teh informacij je sovjetski zgodovinar sklepal, »da so katoliški zdravniki po ukazu jezuitov preprosto pobijali ujetnike«.

## Družina in otroci
Družinsko življenje Jakobijeve ni bilo lahko. Ko je zapustila prvega moža Vasilija Tjufjajeva, se ni mogla zakonito poročiti z Valerijem Jakobijem, zato je njen sin Vladimir veljal za nezakonskega. Harmonični odnosi v družini Jakobi, ki so vladali prvih nekaj let, so se postopoma ohladili. Visoki stroški življenja v tujini in druge finančne težave, ki so dolgo preganjale mlado družino, so odigrale svojo vlogo, tako da je bil Jakobi leta 1865 prisiljen prodati veliko zlato medaljo, ki jo je prejel za sliko Postanek zapornikov. Finančne težave družine niso zapustile niti po vrnitvi v Rusijo, vendar jih je Jakobijeva, ki se ni zanašala na svojega moža, poskušala premagati sama. Leta 1870 se je obrnila na Petra Jefremova v Literarni sklad s prošnjo za izdajo njej 300 rubljev. Denar je bil prejet in vrnjen Skladu po začetku njene založniške dejavnosti, leta 1874.
Tako kot mnogi drugi predstavniki liberalne inteligence se je Valerij Jakobi po letu 1866, ko je revolucionarno gibanje v Rusiji začelo upadati in je v državi zavladalo obdobje reakcije, v svojem delu odmaknil od revolucionarnih problemov in se obrnil k akademsko nepristranskim temam. Medtem politični radikalizem Jakobijeve ni oslabel. Tudi ideološke razlike zakoncev bi lahko bile eden od razlogov za neskladje v družini. V zgodnjih 1870-ih sta še vedno vzdrževala poslovne odnose, leta 1873 je brat Jakobijeve Nikolaj Nikolajevič Susokolov deloval kot priča pri uveljavljanju lastništva Valerija Jakobija za sliko Norci na dvoru cesarice Ane Joannovne. Valerij Jakobi je sodeloval pri ilustriranju prve zbirke Jakobijeve Našim otrokom, ki jo je izdala v samozaložbi, na svoje drugo potovanje v Italijo med letoma 1871–1872 je odšla brez moža. Od tedaj je par živel ločeno – Valerij je veliko časa potoval v tujino, Aleksandra se je osredotočila na literarne in založniške dejavnosti v Sankt Peterburgu.
14. decembra 1873 se je Jakobijeva obrnila na general-adjutanta Fjodorja Trepova za dovoljenje za organizacijo razstave moževih slik. Zbrani izkupiček razstave je bil namenjen študentkam babištva. Ministrstvo za notranje zadeve ji je po obravnavi prijave zavrnilo dovoljenje za razstavo. Zavrnitev so motivirali z dejstvom, da ni zakonita žena Valerija Jakobija.
V 1870-ih in 1880-ih je Jakobijeva še naprej imela otroke, vendar Valerij Jakobi ni bil več njihov oče. Medtem je leta 1882 Jakobijeva v reviji Istoričeskij Vѣstnikъ objavljala pod najbolj prepoznavnim imenom »A. N. Jakobi«. Vse to je tako razgrelo odnose med nekdanjima zakoncema, da je bil leta 1888 Jakobi prisiljen se obrniti na tajnika konference Akademije za umetnost, tajnemu svetniku Petru Isejevu, da bi »odvzeli podpis gospe Tjufjajevi (A. N. Toliverovi), da se ne bo imenovala po njegovem priimku.« Tako se je bila Jakobijeva prisiljena uradno podpisati z imenom svojega prvega moža Vasilija Tjufjajeva, ki do leta 1883 ni bil več živ. Iz istega razloga so bili njeni otroci Anatolij, Vera in Nadežda zabeleženi pod priimkom Tjufjajevi, vendar so patronimik navedli po očetu Sergeju. Najstarejši sin Vladimir je živel stran od matere, komuniciral je predvsem z očetom, o njegovem odnosu z materjo pa ni znanega nič.
Ves ta čas Jakobi ni opuščal poskusov uzakonitve svojega sina Vladimirja. Od 1. septembra 1881 je vodil intenzivno korespondenco o tej zadevi z različnimi ustanovami in oddelki Ruskega imperija, do 5. junija 1882 pa je prejel spričevalo, v katerem je »Imperialna Akademija za umetnost podelila sinu profesorja V. I. Jakobija Vladimirju« pravico do svobodnega življenja v Sankt Peterburgu. Nato se je Vladimir preselil v Harkov in po tem se je za njim izgubila vsaka sled.
Od leta 1883 do 1893 Jakobijeva ni bila poročena z nikomer. Njen zadnji mož je bil amurski podesaul Dimitrij Peškov. Zaslovel je po svoji neprimerljivi konjski poti, dolgi 8283 milj od (amurskega) Blagoveščenska do Sankt Peterburga. Pohod se je začel 7. novembra 1889 in končal 19. maja 1890 v Carskem Selu. Potoval je sam na svojem konju v štiridesetstopinjski zmrzali po zapuščenih krajih Sibirije, del poti je premagoval bolezen, si prislužil slavo in časti ruskega tiska. Zmagoslavno so ga sprejeli v prestolnici, zlasti v častniški šoli slavnega konjenika Alekseja Brusilova. Predstavili so ga imperatorju in za svoj podvig je prejel velikodušno nagrado.
Jakobijeva je o Peškovu napisala v svojem dnevniku zgodbo Pogumni častnik (Отважный офицер, Igrušečka, 1890, št. 8), ga povabila k sebi in ga priporočila svojim prijateljem. Tako je v pismu Sergeju Šubinskemu z dne 3. julija 1890 zapisala, da mu želi predstaviti Peškova. Amurski častnik, ki se je poročil, ni dolgo ostal v Sankt Peterburgu – nadaljeval je uspešno kariero v Sibiriji, sodeloval je v kitajski vojaški kampanji, zato se je Jakobijeva večinoma morala spominjati nanj. Leta 1907 je mož Peškove-Toliverove postal konjeniški polkovnik in se naslednje leto upokojil, nato pa so se njegove sledi izgubile. Zakon z Dimitrijem Peškovom je bil brez otrok in je trajal le nekaj let. Ker je bil Peškov 17 let mlajši od svoje žene, si je po spominih Ane Salnikove (Kruglova-Doganovič) našel mlado ženo in se ločil od Jakobijeve.

### Otroci
- Olga Vasiljevna Tjufjajeva (rojena 18. maja 1858)[l]
- Vladimir Valerjevič Jakobi (rojen 10. julija 1862)[34][37]
- Anatolij Sergejevič Tjufjajev[4]
- Vera Sergejevna Tjufjajeva (1882-1968) v prvem zakonu – Passek, v drugem zakonu Čoglokova. Znanka Antona Čehova, Mihaila Menšikova, Anatolija Konija. Članica leningrajskega Društva dramskih pisateljev (1926). Njena hči Tatjana Sergejevna Passek (1903-1968), je bila znana sovjetska arheologinja[100]
- Nadežda Sergejevna Tjufjajeva

## Legende in fikcija v življenju Jakobijeve
Ime Jakobijeve je bilo obkroženo s posebno avreolo slave »garibaldinke«, čeprav je njeno humanitarno delo večinoma potekalo skupaj z dejavnostmi drugih ruskih udeležencev Garibaldijevih pohodov: Leva Mečnikova, Jelene Blavatske, Germana Lopatina, Andreja Krasovskega, Vladimirja Kovalevskega, Arturja Bennija. Že v času njenega življenja so se o njej začele oblikovati legende. Tako je bil v 33. polzvezku Enciklopedičnega slovarja Brockhausa in Jefrona leta 1901 o njej objavljen članek, v katerem je pisalo, da je bila Jakobijeva »sestra usmiljenja med garibaldinci blizu Mentane«. Leta 1939 je revija Rabotnica to informacijo nekritično ponovila. V posovjetskem obdobju je Igor Ščigoljev ponovil to izjavo sovjetske ženske publikacije in na podlagi podatkov v Slovarju Brockhausa in Jefrona je različico o sodelovanju Jakobijeve v bojih pri Mentani in morebitnem ranjenju, tako kot pri Blavatski, začel razvijati Sergej Celuh, čeprav je iz dnevniških zapisov Jakobijeve v začetku novembra 1867 razvidno, da je bila ves ta čas v rimskem stanovanju z družino in pozorno spremljala dogajanje.
Dolgo časa ni bilo zgodovinske in kritične analize dogodkov, povezanih s pobegom Garibaldijevega pribočnika. Zanimanje za dejanje »ruske garibaldinke« se je ponovno pojavilo po letu 1946 kot posledica objave spominov Jamščikove. V 1930-ih in 1960-ih je bilo objavljenih več časopisnih in revijalnih publikacij ter znanstvenih člankov, posvečenih dejavnostim Jakobijeve. Zaradi zanimanja za to temo je legendarno dejanje Jakobijeve začelo pridobivati nove neverjetne podrobnosti. Tako je v spominih Tatjana Passek (Татьяна Пассек), vključenih v knjigo Tlakovci (Брусчатка), sovjetski arheolog, doktor zgodovinskih znanosti in pisatelj Georgij Fjodorov (1917–1993), ki je vrsto let delal skupaj z arheologinjo Tatjano Sergejevno Passek – vnukinjo Jakobijeve, pisal, da je Nadežda [Aleksandra] Toliverova sodelovala v znameniti Garibaldijski kampanji proti Rimu: »ko so Garibaldija aretirali, zaprli v eno od celic Angelskega gradu v Rimu in je čakal na usmrtitev, je Toliverova vstopila v njegovo celico pod krinko njegove neveste, ki je prišla na poslovilni sestanek. Garibaldi se je na njeno vztrajno željo preoblekel v njeno obleko in, ko je varno izstopil iz gradu, ponovno vodil narodnoosvobodilni boj svojega ljudstva«, »podaril ji je svojo rdečo srajco v spomin na skupni boj« itd.
Med njenimi sodobniki so se pojavile neverjetne govorice o njeni aferi z italijanskim revolucionarjem. Dodatno romantizacijo in poveličevanje »lepe Aleksandrine« v podobi »bojevniškega angela« je olajšala zgodovinska zgodba Začarana srajca N. Kalme. Za pustolovsko delo je prišla prav epizoda reševanja Garibaldijevega pribočnika in Jakobijeve pri organizaciji pomoči ranjenim garibaldincem. Ker ni bilo zanesljivih informacij, je N. Kalma objavila govorice o zgodnji mladosti Jakobijeve: »... Aleksandra Nikolajevna je v Rusiji zapustila svojega prvega moža, za katerega naj bi bila na silo oddana, bila je še skoraj dekle, [...] ta zakon je bil zanjo zelo nesrečen in [...] Valerij Ivanovič jo je na skrivaj odpeljal od moža tirana in šele nato zanjo dosegel ločitev. Kljub ugovorom Vere Čoglokove so knjigo N. Kalme redno ponatisnjevali v Sovjetski zvezi.
Že v posovjetskem obdobju se je romantizacija Jakobijeve pokazala v izjavah, da je služila kot prototip lepe Gemme Warren v romanu Obad (The Gadfly) Ethel Voynich. Toda nesporazumi z biografijo Jakobijeve niso nastali le zaradi romantičnih razlogov. Sovjetski pisatelj Boris Kostin je v svojem dokumentarnem članku Na bregovih Neve in Tigrisa (На берегах Невы и Тигра), ki je pripovedoval o predavanjih Jakobijeve v korist garibaldincev v Umetniškem klubu v Sankt Peterburgu v zgodnjih 1870-ih, povedal, kako se je Nikolaj Leskov približal Jakobijevi in ji prijateljsko stisnil roko, čeprav sta se pisatelja srečala, kot je zapisala Jakobijeva sama, šele deset let pozneje, leta 1881.
Razlog za mitologizacijo njene že legendarne osebnosti je včasih navedla sama Jakobijeva – občutljivo je molčala o svojih zaslugah, včasih je biografe zavajala o nekaterih dejstvih svoje biografije. Tako je v svoji avtobiografiji za Semjona Vengerova navedla datum rojstva ne 1841, ampak 1855 – datum je po mnenju raziskovalcev zagotovo napačen. Na istem mestu je zapisala, da je iz obubožane plemiške družine. To družinsko legendo je pozneje ponovila Vera Čoglokova. Tako je življenje, po Igorju Ščigoljevu, podobno poglavjem neskončnega romana, po zaslugi avtobiografskih podatkov Jakobijeve postalo še bolj zmedeno.

## Naslovi v Sankt Peterburgu
- 2. linija Vasiljevskega otoka, vas Perejaslavceva, št. 3, stan. št. 9[37]; 1870-te.
- Ulica Puškinskaja, št. 10, stan. 129[18]; 1883.
- Ulica Konnogvardejskaja, št. 33; 1886.[18]
- Ulica Sergijevskaja, št. 59; 1889.[106]
- Ulica Gončarnaja, št. 10, stan. 1; 1890.[106]
- Ulica Verejskaja, št. 23; 1910-te.[107]
- Ulica Trojickaja, št. 23, stan. 76; 1918.[108]